# Стеблів
Стеблі́в — селище в Україні в Звенигородському районі Черкаської області. Центр Стеблівської селищної громади. Населення — 3,4 тис. осіб (2024). Батьківщина українського письменника Івана Нечуя-Левицького.

## Географія

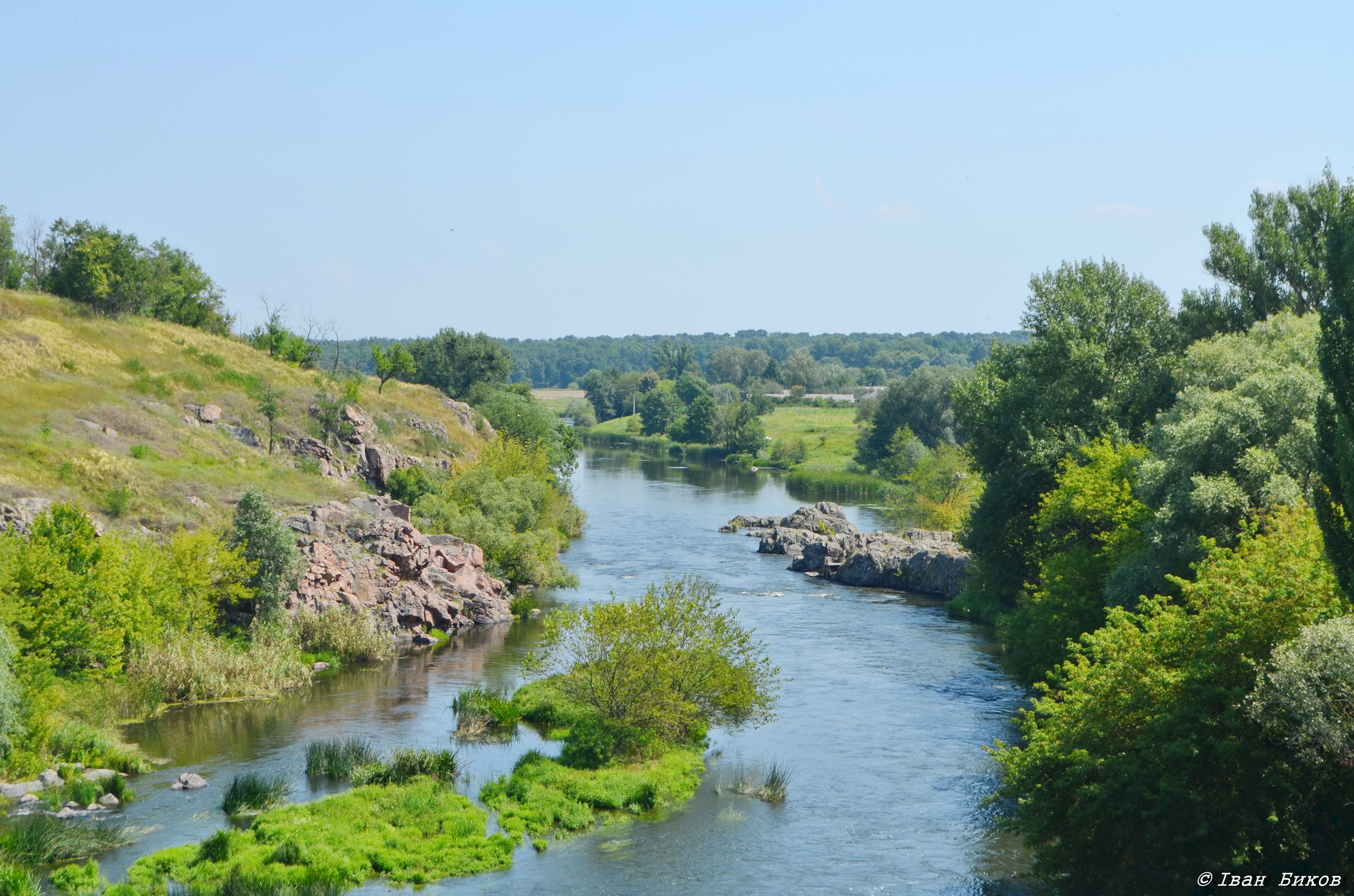
Скеля І. С. Нечуя-Левицького та парк

Розташоване в південно-східній частині Придніпровської височини, над річкою Россю, до якої в самому селищі впадають притоки Перезовиця та Хоробра, за 16 км від міста Корсунь-Шевченківський.

## Історія

### Археологія та давня історія
Стеблів має давню історію. На його території виявлено поселення трипільської культури, збереглися також рештки двох поселень скіфського часу та поселення черняхівської культури. На північ від селища розташовано комплекс пам'яток поблизу села Миколаївка, зокрема, городище в ур.Городок часів княжої Руси-України. Ці пам'ятки як і фортецю в Стеблеві в ур.Грецький Городок пов'язують з побудовою  князем Ярославом Мудрим у 1036 році ряду фортець по Росі, що поклало початок розбудови Пороської оборонної лінії та заселення регіону на півдні Руси-України. Фортеця називалася Боровий. Перша згадка про нього в літописах відноситься до 1190 р. у зв'язку з набігом половців. Фортеці в районі сучасного Стеблева, ймовірно, були знищені монголо-татарами.

### Часи Речі Посполитої
В часи, коли Стеблів входив до складу Речі Посполитої, йому було надане магдебурзьке право. 1616 року в Стеблеві проживало 100 міщанських і 400 козацьких родин. Разом з навколишніми хуторами містечко входило до Корсунського староства. У 1638 році до Стеблева ввійшов загін Карпа Скидана. Багато стеблівчан приєдналися до його загону.

### Гетьманщина
- З 1648 року Стеблів став сотенним містечком Корсунського полку. У 1649 р. в Стеблеві знаходилася Куришкова сотня, до якої було вписано 103 козака. У 1654 р. Стеблівська сотня нараховувала 352 козака.
- Під час повстання під проводом Василя Дрозденка у 1664 році Стеблів був оточений 20-ти тисячним каральним загоном коронного війська Стефана Чарнецького, що діяв спільно з 15-тисячним татарським військом. Після запеклого опору поляки вдерлися до міста і зруйнували його.
- Після Андрусівської змови 1667 року між Московією та Польщею, Стеблевом мала володіти Річ Посполита (цей факт не визнавав жоден гетьман України до 1709 року).
- З 1685 по 1712 місто входило до складу Богуславського полку у статусі сотенного. Богуславський полк створено Гетьманом Іваном Мазепою.
- 1678 року озброєні ватаги під командуванням гетьмана Юрія Хмельницького разом з татарами за наказом великого візира Туреччини Кара-Мустафи зруйнували місто.[6]
- 1702 року козацьке військо на чолі з корсунським полковником Іскрою звільнило Стеблів від польської влади, пізніше оголошено про перехід містечка разом з усією Правобережною Україною до складу окупованого Московією Гетьманату Іоанна Мазепи.
- За Прутським трактатом 1711 року між Туреччиною та переможеною Московією містечко повернули під владу Речі Посполитої.

### Російська імперія
З 1793 року місто анексовано Російською імперією.
З 1797 року Стеблів входить до Богуславського повіту, а з 1837 року — до Канівського Київської губернії.
У першій половині 19 століття в Стеблеві розвивається промисловість. Суконну фабрику, побудовану у 1818 році в с. Великі Пріцьки, поміщик Захар Головинський перевів 1845 року до Стеблева. На підприємстві працювало близько 500 осіб. В 1844 року засновані цукроварня і рафінадовий завод. З 1888 року почали працювати слюсарна майстерня, що згодом перетворилася на чавуноливарний завод.
Першого травня 1906 року у Стеблеві застрайкували робітники суконної фабрики і млинів. Страйк було придушено, а його організаторів на чолі з Т.Руденком заарештовано і засуджено до каторги в Сибіру. На початку 20 століття в Стеблеві працювала маленька лікарня, що тулилася в приватному будинку. Вона мала дві палати — чоловічу і жіночу на 5 ліжок, невеличку аптеку і обслуговувала 50 сіл. При лікарні працювали один лікар і фельдшер. Школа була одна — церковно парафіяльна. 1900 року відкрилася однокласна міністерська школа, до якої потрапило 15 дітей. Зате в містечку аж налічувалося 13 шинків.

### Доба УНР та Медвинської республіки
В січні 1918 року в Стеблеві було встановлено окупаційний радянський режим. Згідно з Берестейською угодою між УНР та Німеччиною, в березні містечко зайняте німецькими військами, які пробули тут до листопада. В серпні 1919 року в Стеблів увірвалися банди російського генерала Денікіна. У грудні 1919 року містечко знову захопили банди більшовиків. До 1921 року населення міста чинило опір окупації, а сам Стеблів входив до складу повстанської Медвинської республіки, визнаючи за легітимну владу лише УНР.

### Перша присутність комуністів
У квітні 1923 року окупаційна адміністрація включила Стеблів до Шендерівського району, а в листопаді наступного — центр Стеблівського району. Проте бойові дії в районі Стеблева фактично не припинялися до 1932 р.
В 1925 році була повністю відбудована суконна фабрика. Цукровий та чавуноливарний заводи вирішено було ліквідувати як нерентабельні. У той же час почалася скажена антиправославна пропаганда, яка закінчилася варварськими руйнуваннями стеблівських церков.
В 1926 році створено вісім товариств спільної обробки землі (ТСОЗ): «Хоробра», «Визволення», «Заросянська єдність», «Незаможник», «Вигода», «Ключ», «Гуртовик», «Радківка», до яких входило по 17 — 20 господарств. В Стеблеві працювала лікарня, де працювали 2 лікарі, 2 фельдшери, 2 акушерки, 3 медсестри, 4 санітарки. У семирічній трудовій школі 13 учителів навчало 515 дітей.
1928 року в Стеблеві організовано першу артіль «Двигун», через рік ще чотири: «Перебудова», ім. Чапаєва, «12 років РСЧА», «Ударник». Вони налічували 297 коней, 170 волів, 439 корів, 183 свині.
В 1931 році в Стеблеві розгорнулося будівництво ГЕС на Росі, яке завдало істотної шкоди довкіллю.

### Голодомор
В 1932 році при місцевому колгоспі відкрита Стеблівська МТС. Паралельно в Стеблеві почалося масове вилучення харчових продуктів. Це спричинило голод та смерть сотень людей (переважно дітей), що й було метою радянської адміністрації.
Станом на 1936 рік в Стеблеві працювала лікарня з 5 відділеннями: хірургічним, терапевтичним, гінекологічним, пологовим, інфекційним. Хворих обслуговували 23 медичні працівники. Відкрився дитячий санаторій, будинок для пристарілих. У середній і семирічній школах працювало 38 вчителів, навчалося 800 дітей. При МТС були дитячі ясла.

### Німецька присутність
29 липня 1941 року Стеблів був зайнятий військами Гітлера. Тут був розташований один із штабів німецької армії. Нова окупаційна влада дала дозвіл на відновлення православних богослужінь. 16 лютого 1944 року Стеблів зайнято 861 стрілецьким полком Радянської армії. Органи НКВС СРСР відновили терор проти стеблівців, які жили «при німцях».

### Друга присутність комуністів
У березні 1944 року розпочали роботу шестимісячні курси підготовки трактористів та електриків для колгоспів, куди направляли людей примусово. Протягом 1944–1945 років стали до ладу машино-тракторна станція, млин, бавовняно-паперова фабрика, колгоспні приміщення для тварин — все це ціною праці стеблівців, які не отримували належної грошової винагороди.
1947 року радянська адміністрація вдалася до терору голодом проти підкореного населення. Частина стеблівців порятувалися втечею до районів дій Української Повстанської Армії, найбільше в Галичину.
В 1950 році колгоспи «Двигун», «Перебудова» та «Ударник» об'єднали в одне господарство «Шлях до комунізму», до якого 1959 року приєднався і колгосп ім. Чапаєва.
В 1952 році була відновлена Стеблівська ГЕС.
В 1953 році відкрито професійно-технічне училище, що готувало електромонтерів, електриків зв'язківців, спеціалістів механізації тваринницьких ферм.
В жовтні 1960 року Стеблеву надано статус селища міського типу.
В 1968 році, під тиском української діаспори, радянська влада таки дала дозвіл на відкриття літературно-меморіального будинку-музею І. С. Нечуя-Левицького.
Станом на 1971 рік у селищі працювало 12 магазинів, 3 їдальні, 8 буфетів, ресторан, хлібопекарня, 3 майстерні побутового обслуговування. Православна релігійна громада знову перебувала у напівлегальному стані. У селі поширилося картярство та п'янство.

### Незалежна Україна
У містечку засновано Спасо-Преображенський жіночий монастир. 2009 почалася відбудова родинної церкви священиків Левицьких на березі р. Рось. Монастир та парафіяльне життя контролює Московська патріархія Російської Правослівної Церкви в України.

## Економіка
Харчова промисловість, текстильна фабрика, мала гідроелектростанція на річці Рось.

## Пам'ятки, визначні місця

### Пам'ятки природи
- Стеблівський заказник - включає в себе штучну водойму на р.Рось в межах с. Стеблів, від греблі ГЕС і вище, над якою височіє скеля.

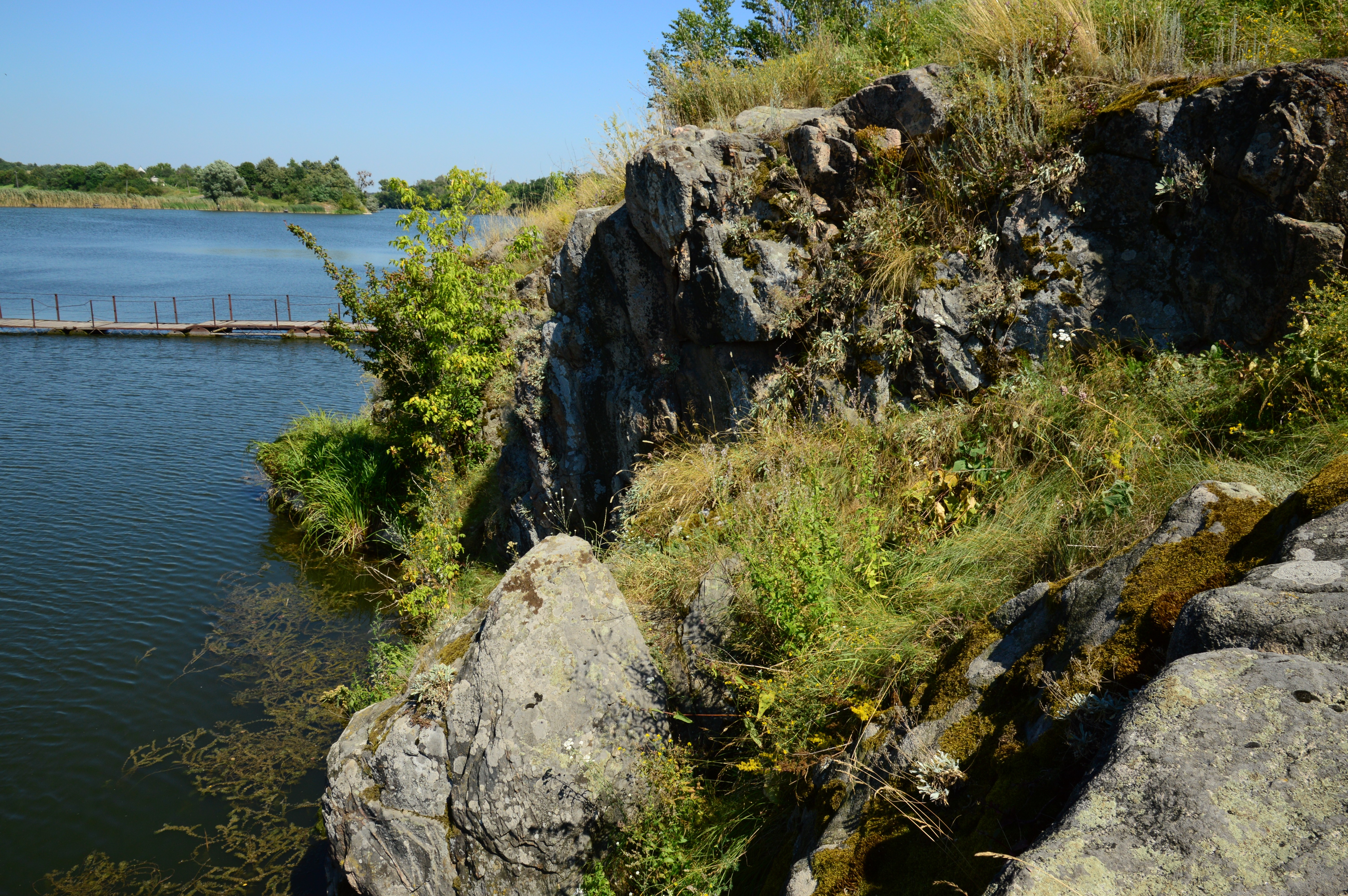
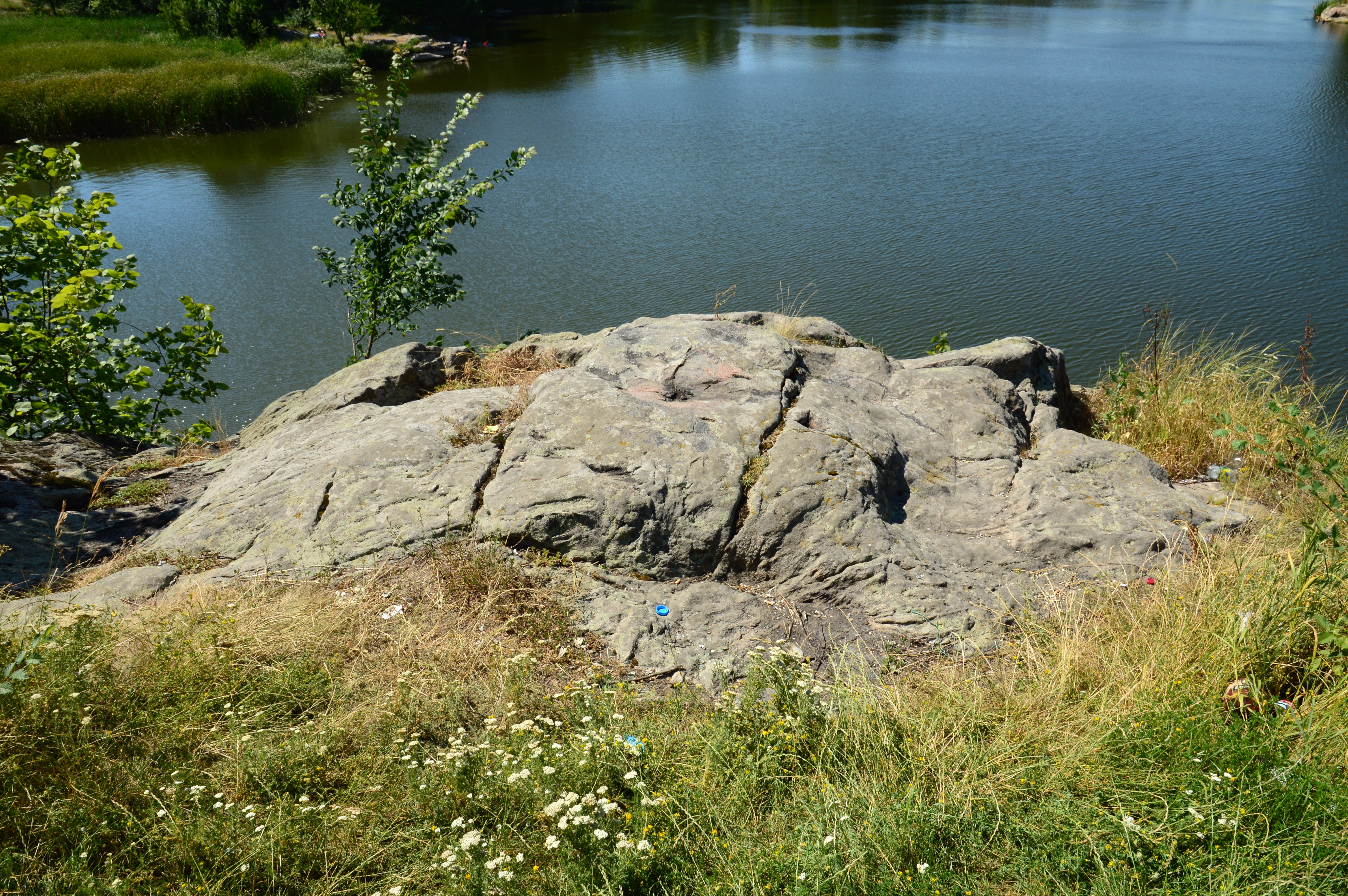
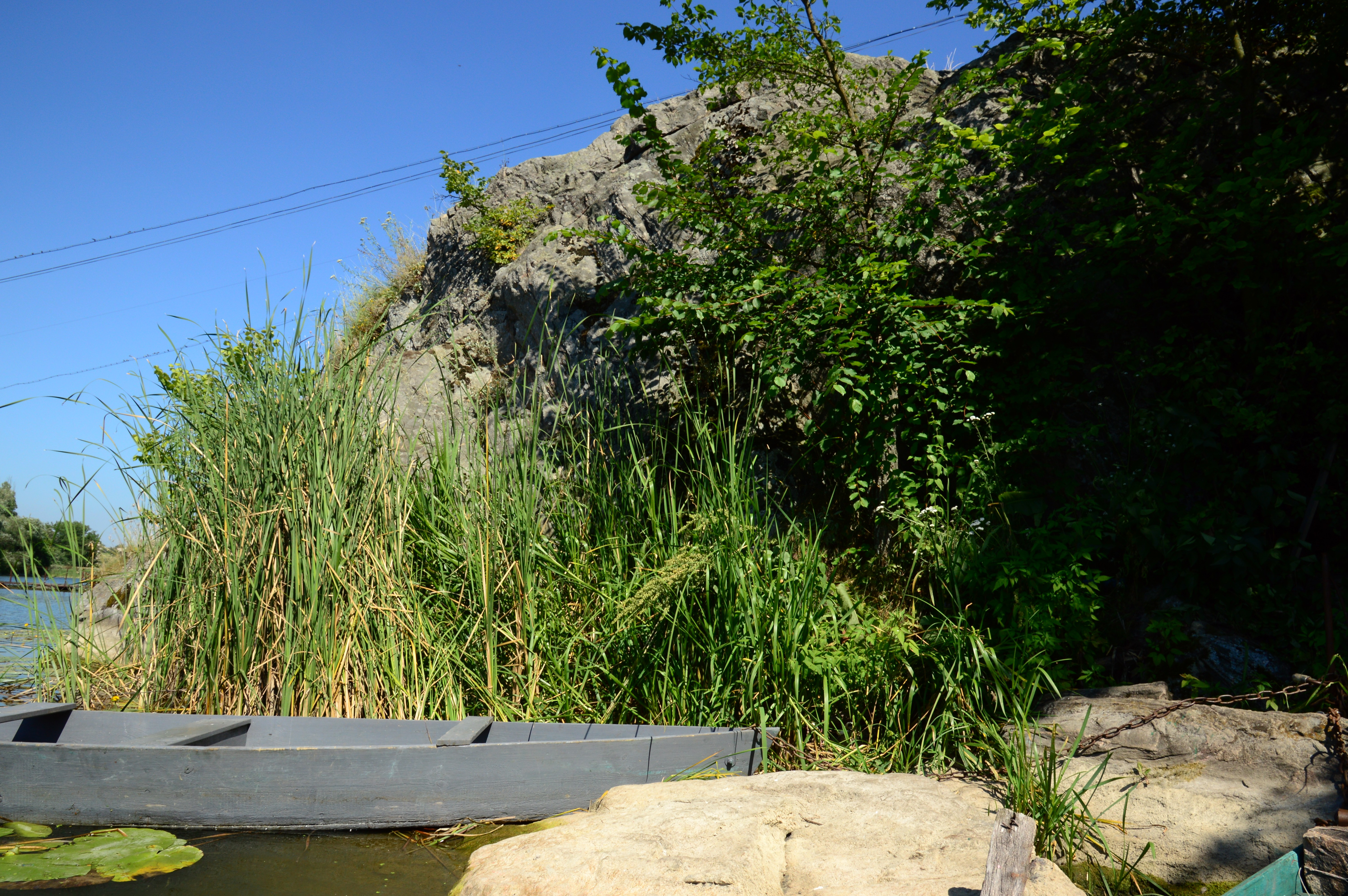
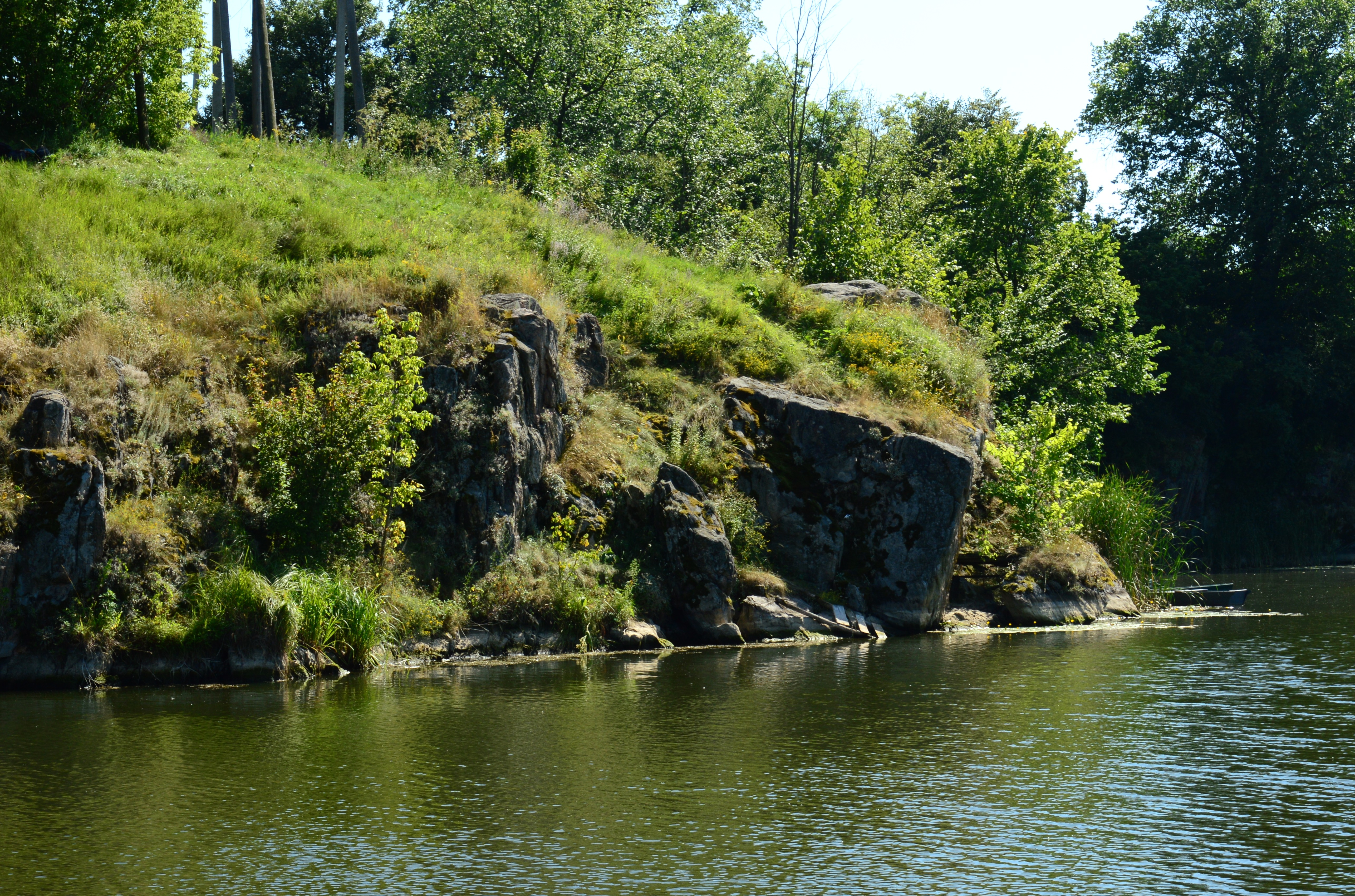
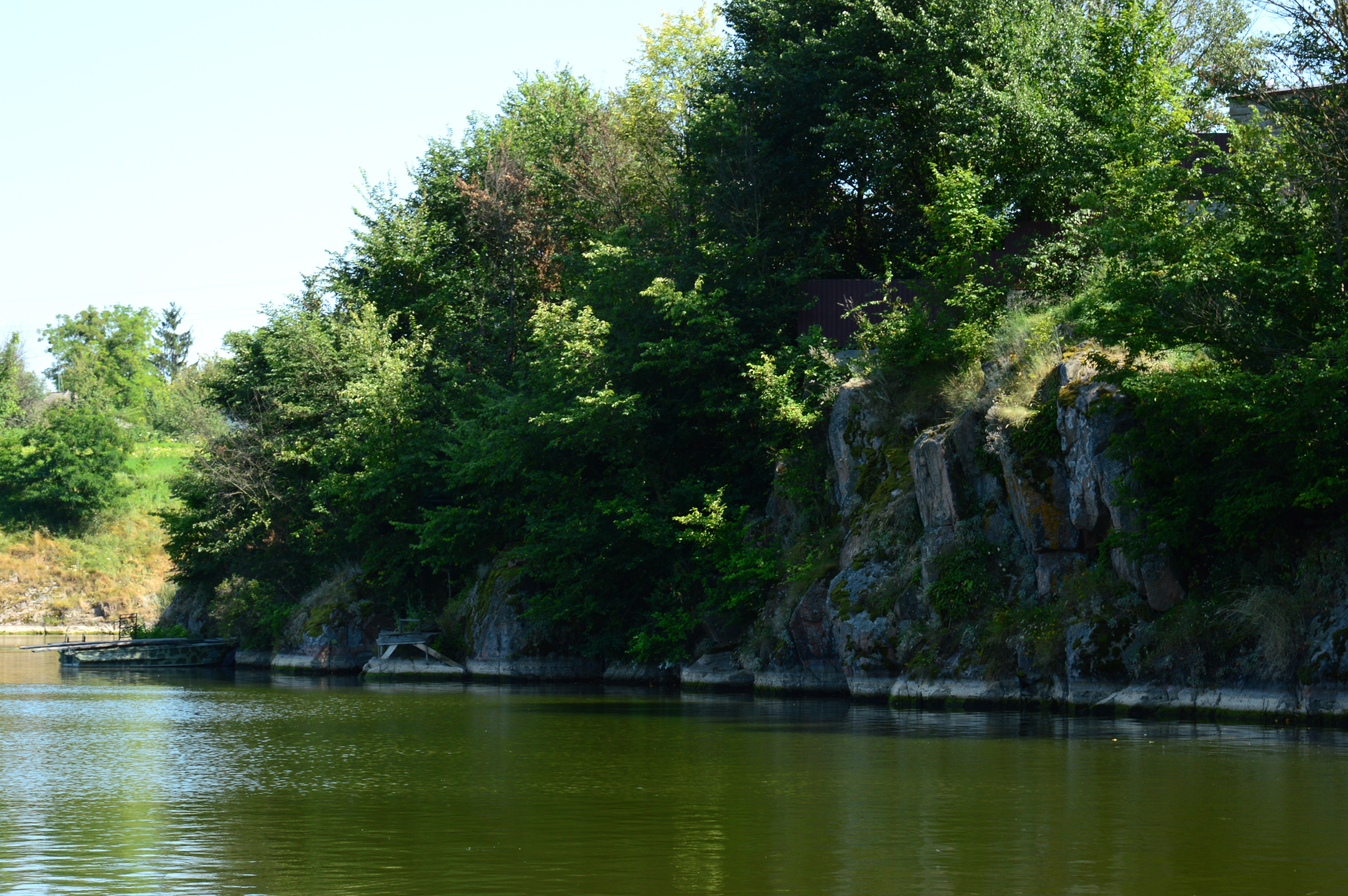
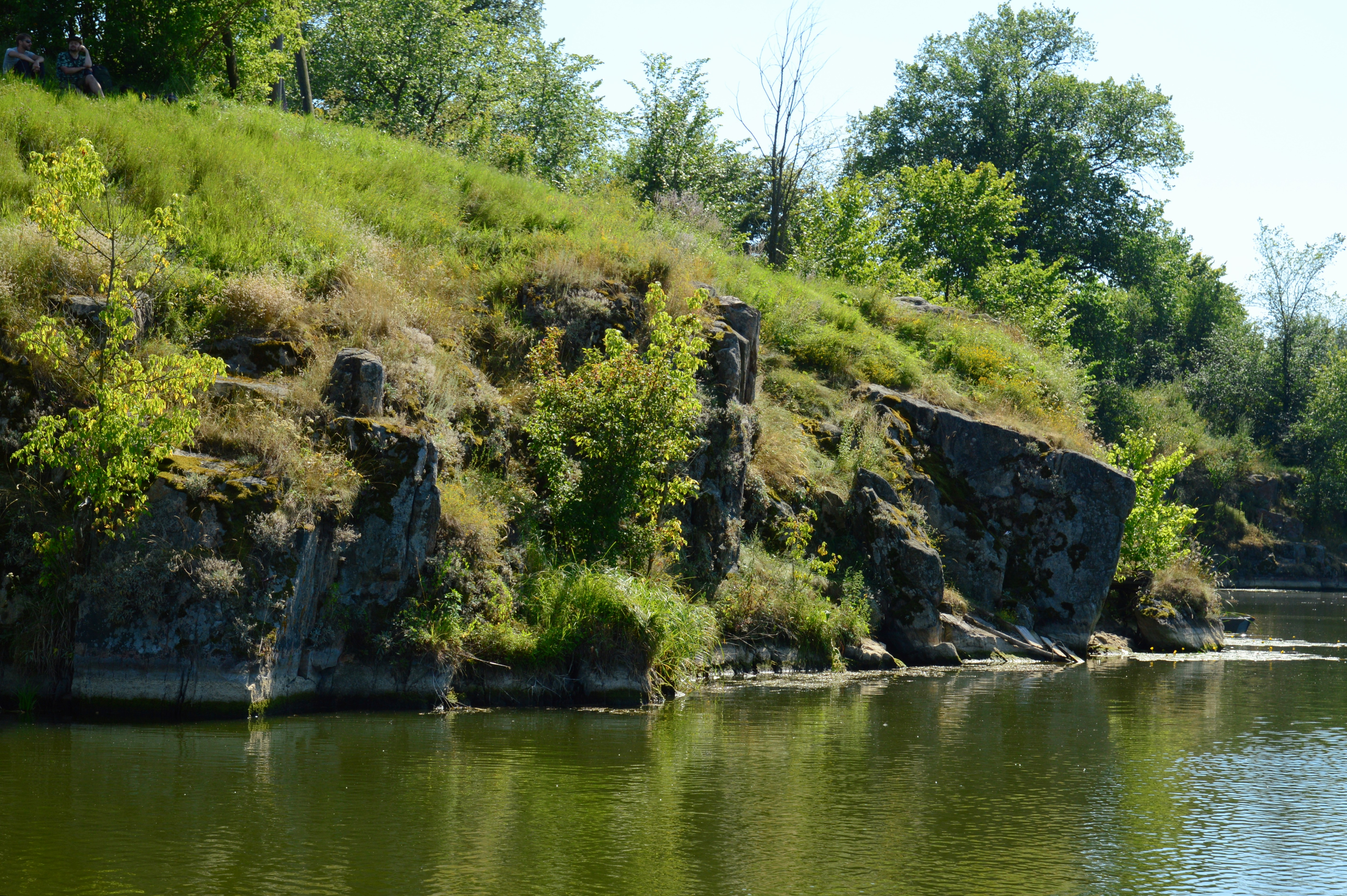
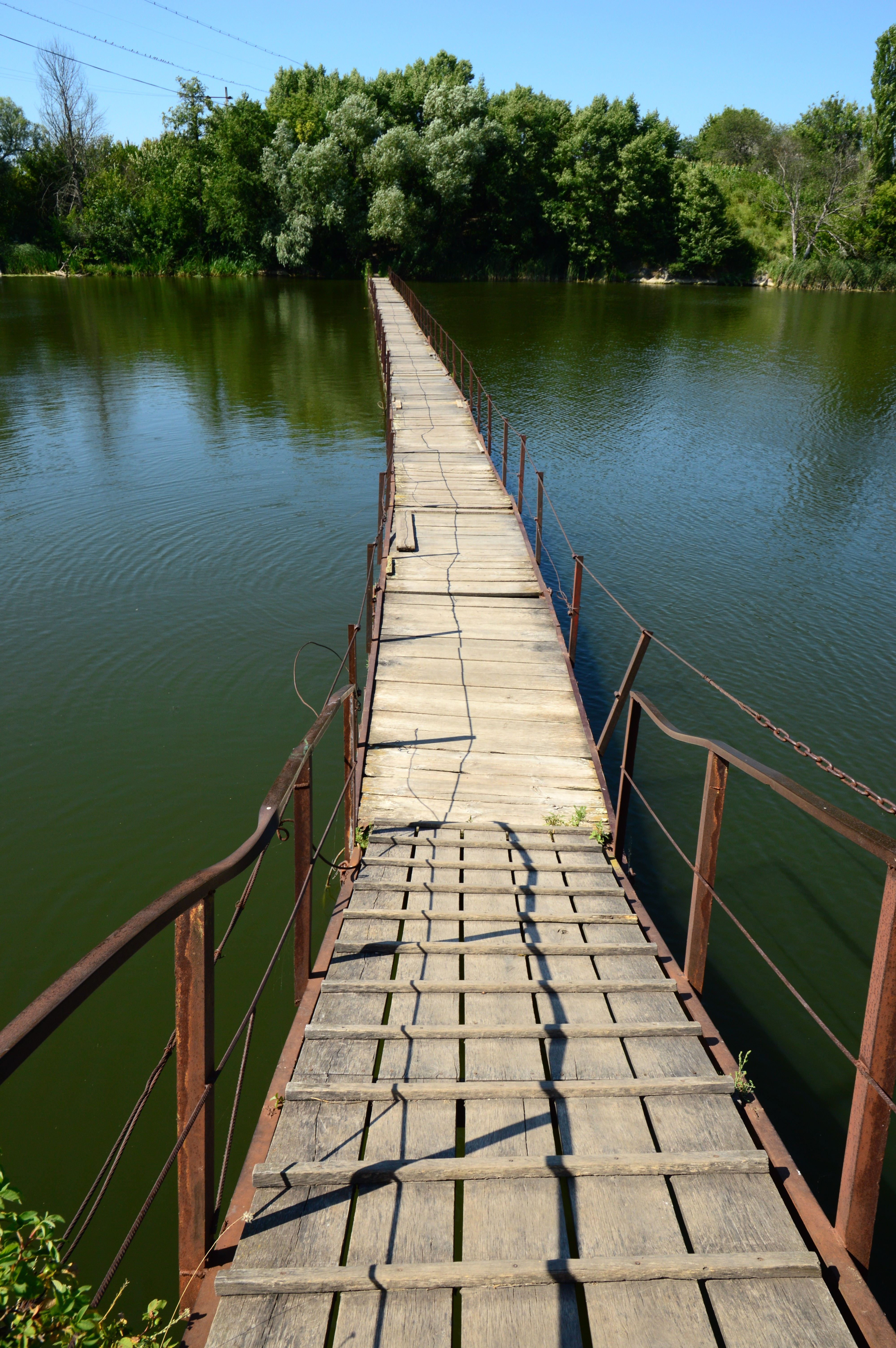
Геологічні пам'ятки природи: Скеля Бурлачка, Скеля Адама Міцкевича, Скеля «Сфінкс» та Скеля Нечуя-Левицького. Оголошені пам'ятками у 1982 році. Височіють над р.Рось нижче по течії від греблі Стеблівської ГЕС.  -  місток з центру села на протилежний бік р.Рось
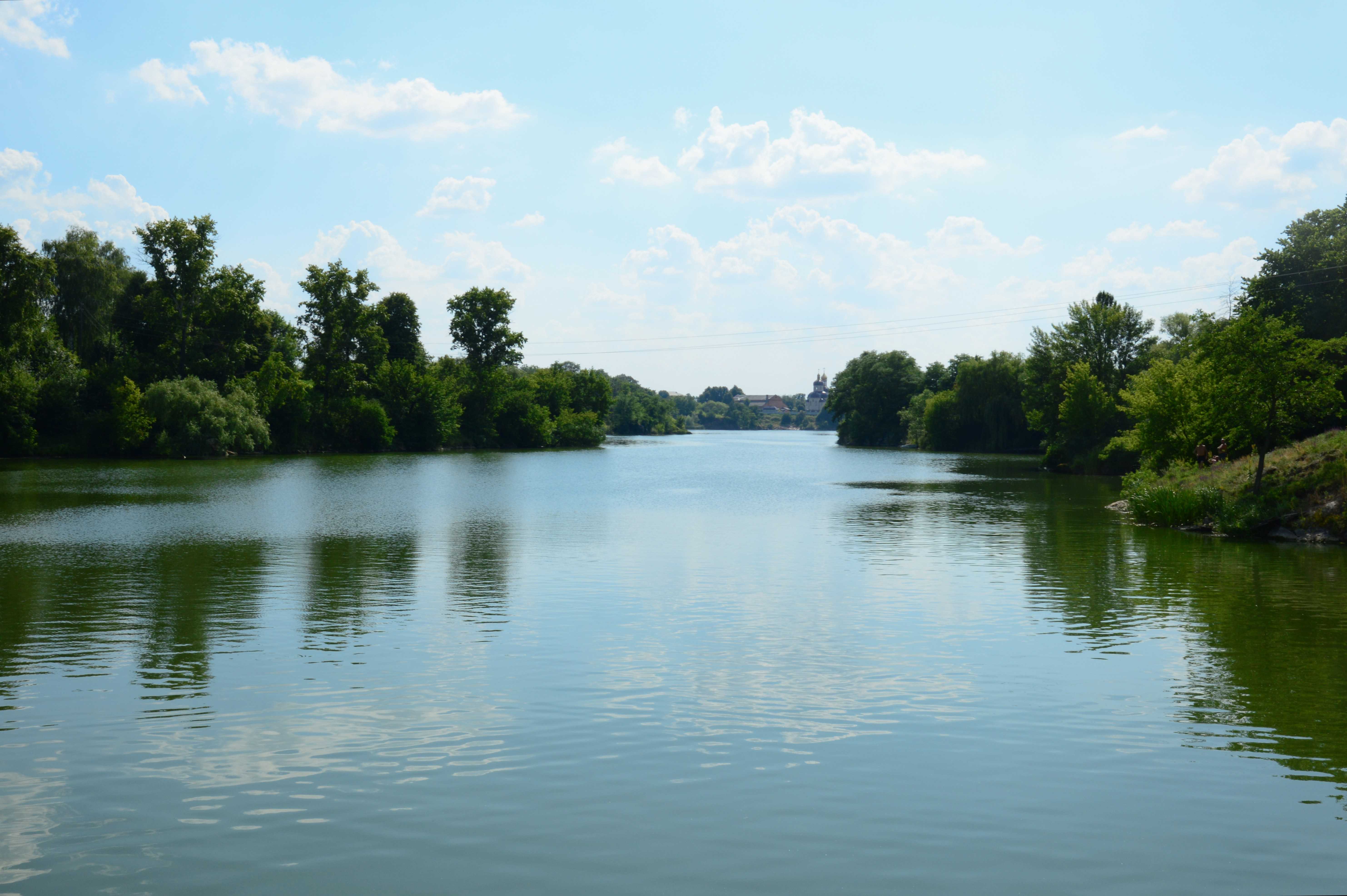
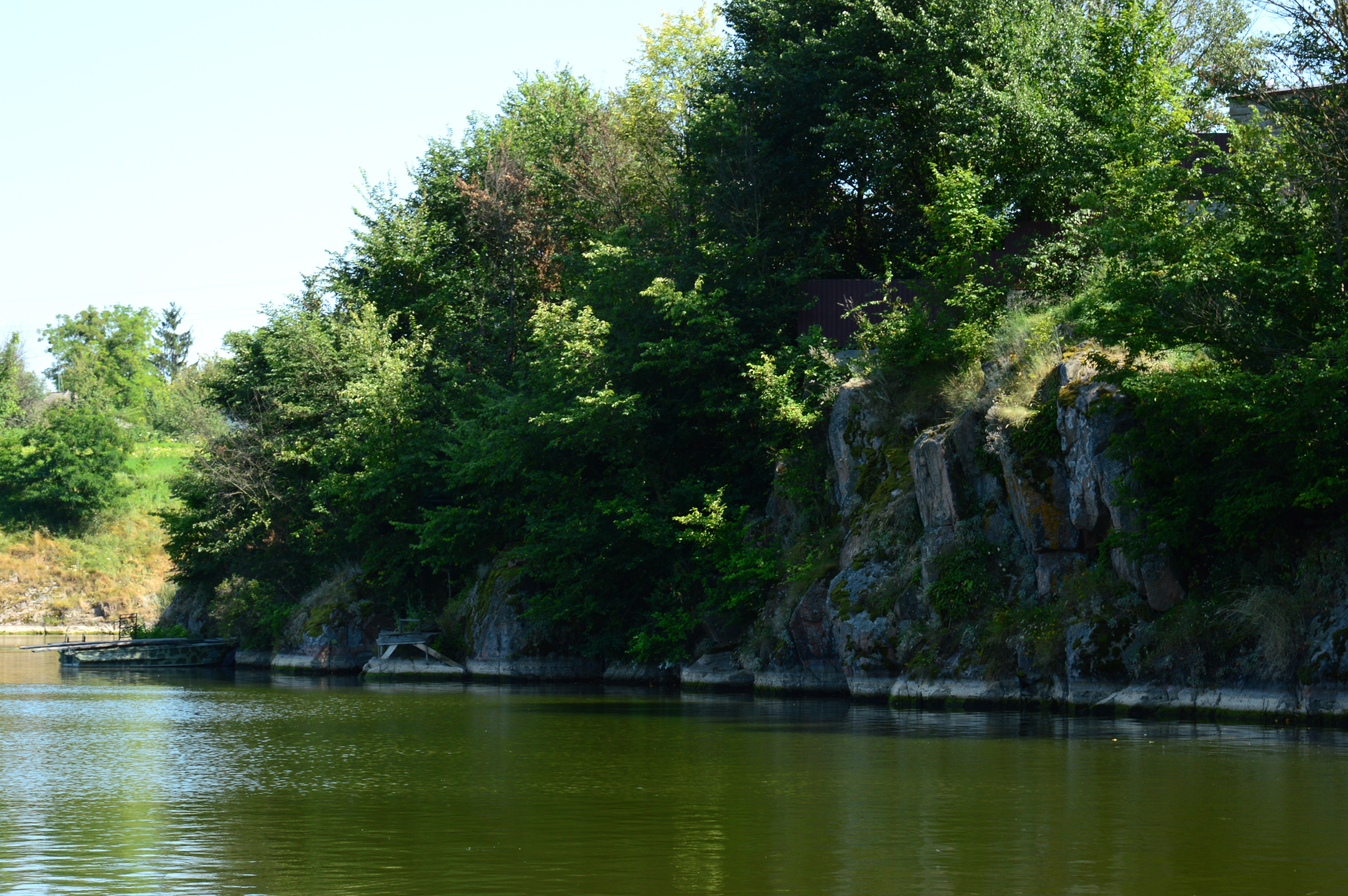
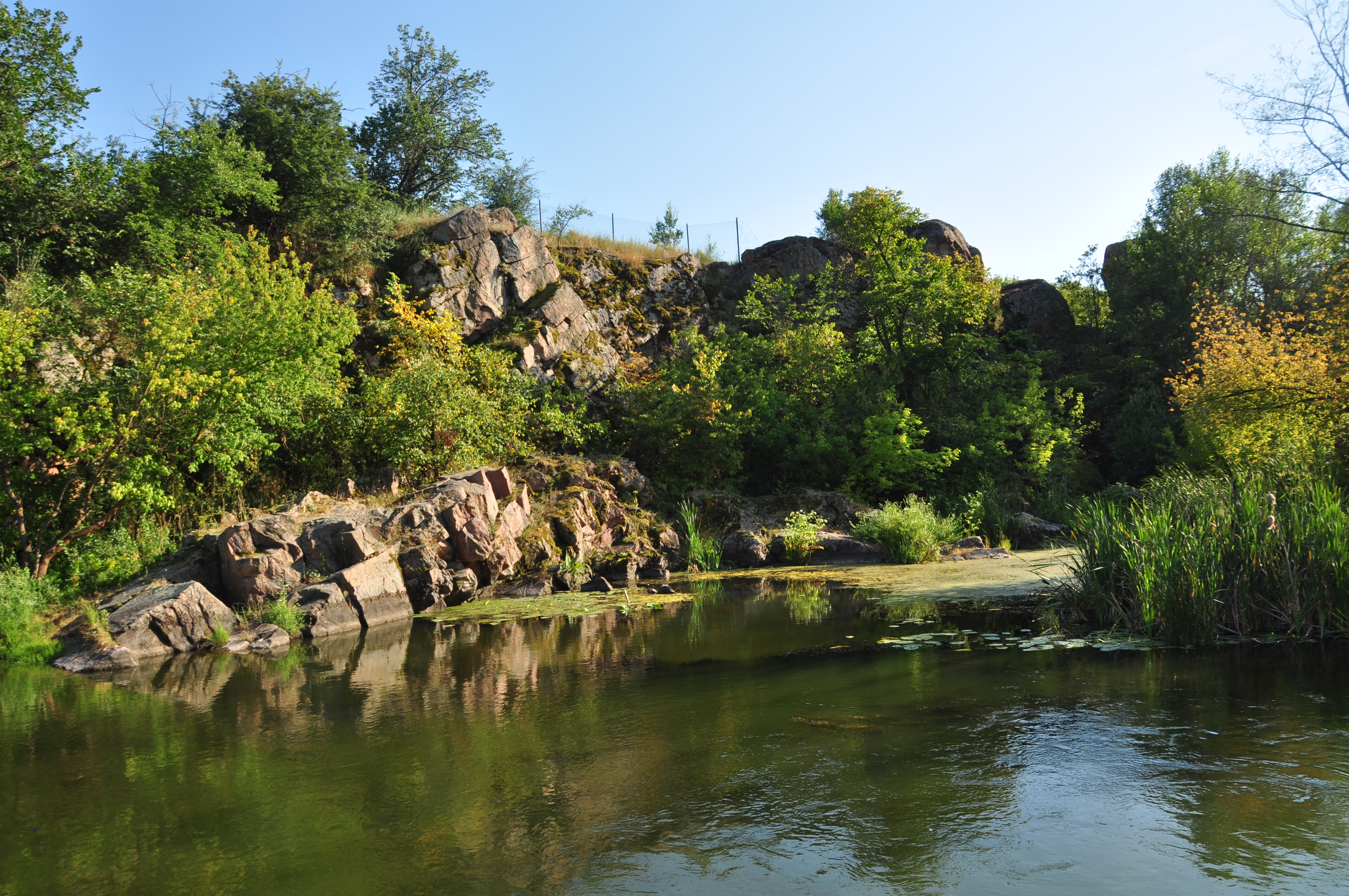
Скеля "Сфінкс" у гранітному ансамблі берега Росі
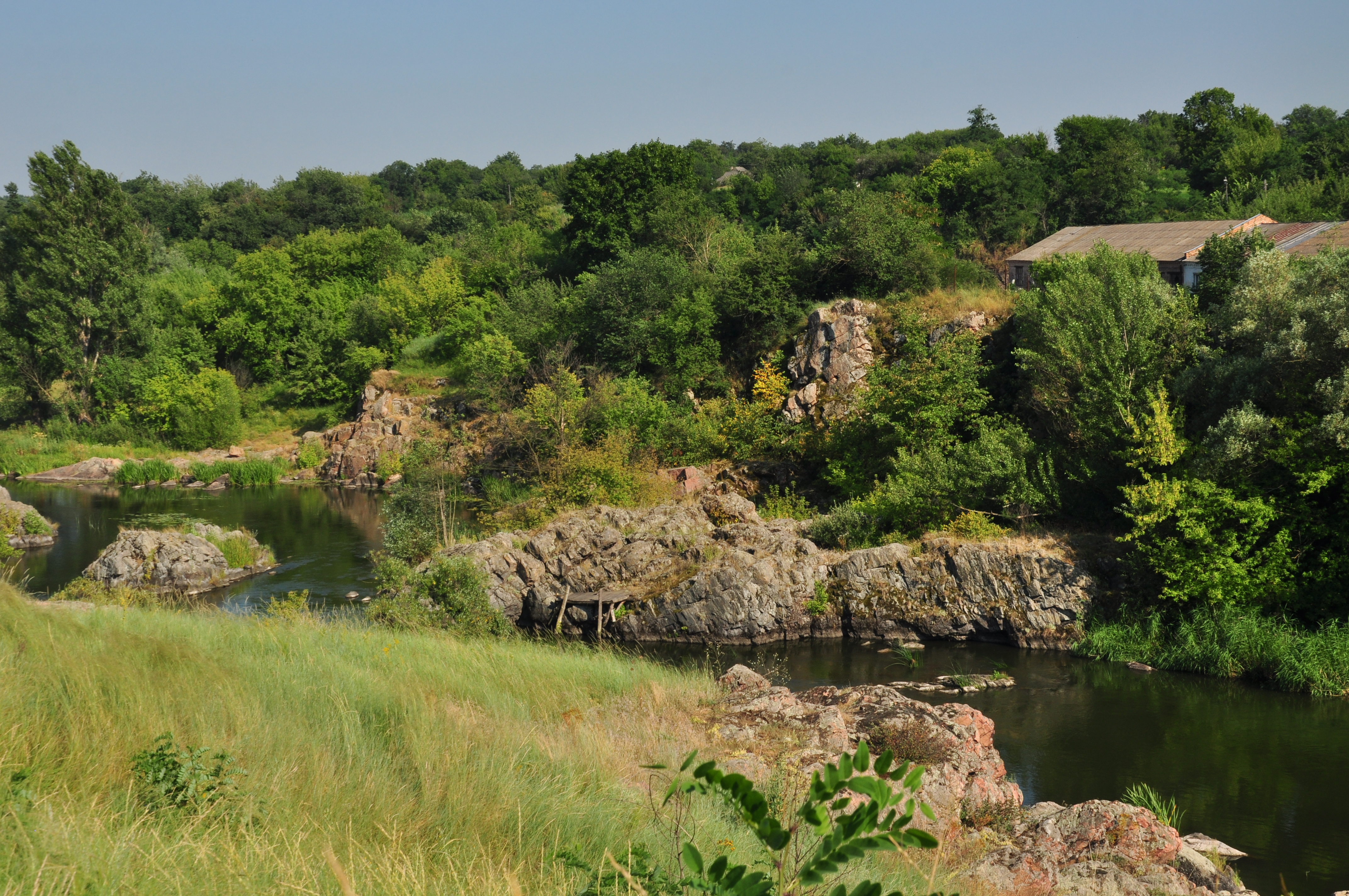
Скеля "Сфінкс" у гранітному ансамлі берега Росі 2
  - Скеля "Сфінкс" у гранітному ансамблі берега Росі
  - Скеля "Сфінкс" у гранітному ансамлі берега Росі 2

### Археологічні
- комплекс пам'яток поблизу с. Миколаївка. Городище, два поселення давньоруського часу знаходяться на землях Стеблівської селищної громади і перебувають на обліку як пам'ятки археології.
- городище ур. Грецький Городок. Природно укріплене поселення на острові серед р. Рось. На території виявлено матеріали ранньої залізної доби, давньоруського часу.

### Пам'ятки історії
- Садибний будинок
- Будинок-музей Івана Нечуй-Левицького
- Пам'ятник жертвам Голодомору 1932–1933 років споруджено у пам'ять про жертви геноциду у Стеблеві.

## Персоналії

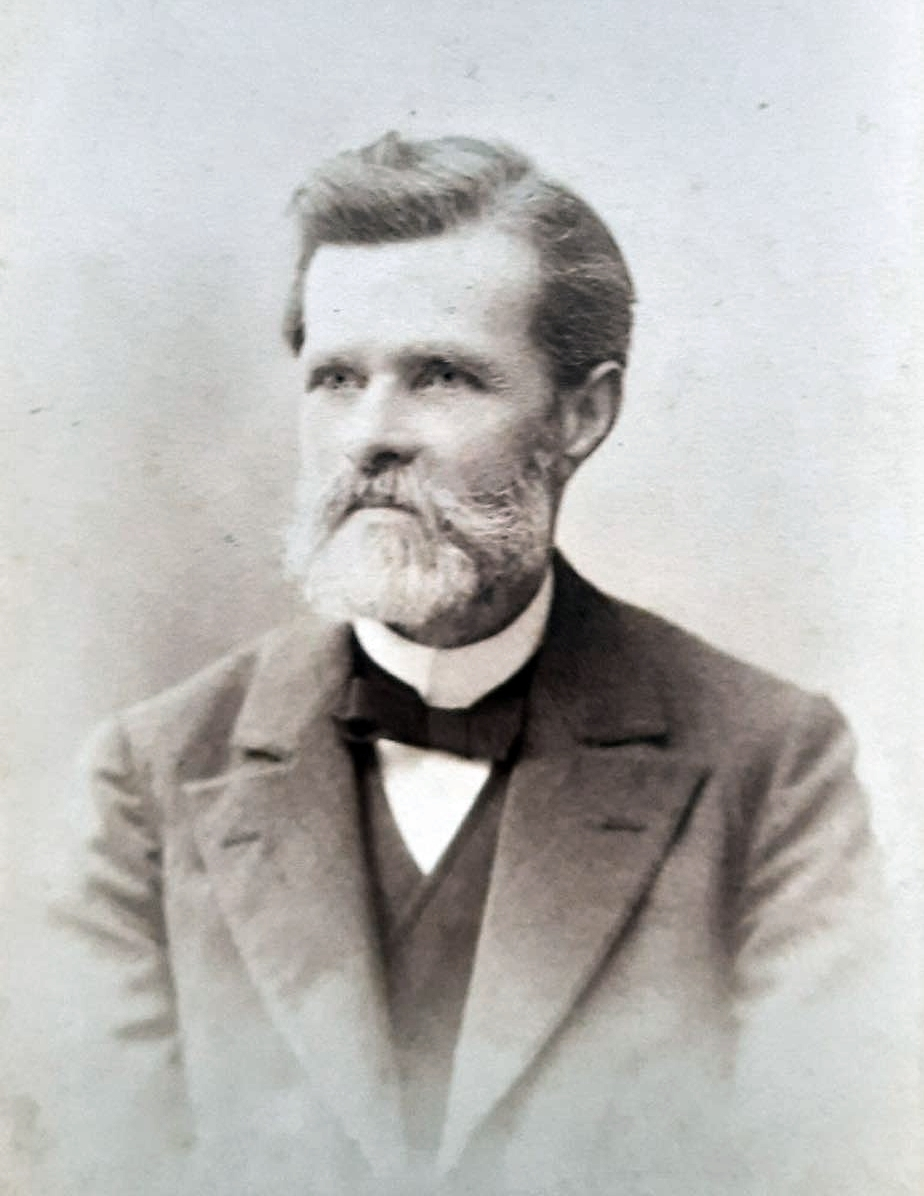
Іван Нечуй-Левицький

### Народились
- Авраменко Василь Кирилович — український балетмейстер, хореограф, актор, режисер, педагог[8].
- Голуб Оліфер (Стеблівець-Черняк) — козацький гетьман (1622–1623), близький соратник гетьманів Петра Сагайдачного і Михайла Дорошенка.
- Гончаренко Михайло Федорович — український діяч у сфері освіти та науки.
- Коломієць Віталій Валентинович (1970—2014) — кулеметник резервного батальйону оперативного призначення «Донбас» Національної гвардії України. Загинув у боях під Іловайськом.
- Левицький Федір Семенович (1830—1890) — український хоровий диригент, співак, композитор.
- Нечуй-Левицький Іван — український прозаїк, перекладач. У смт функціонує його музей.
- Одноволик Олексій Сергійович (1983—2022) — лейтенант Збройних Сил України, учасник російсько-української війни.
- Тимченко Олексій Степанович (1994—2017)[9] — солдат 72 Гвардійської ОМБР, загинув під Авдіївкою в російсько-українській війні[10].

### Працювали
- Віктор Сохачевський — директор цукроварні в місті, батько генерала Війська польського Станіслава Зиґмунта Сохачевского.[11]
- Хаврусь Сергій Левкович (20 вересня 1937, село Миколаївка Корсунь-Шевченківського району Черкаської області — 19 липня 2014, смт Стеблів Корсунь-Шевченківського району Черкаської області) — український діяч культури, краєзнавець. Засновник музею Івана Нечуй-Левицького.

### Проживали
- Кайдаш-Машківська Катерина Дмитрівна - майстриня українського народного малярства.

## Галерея

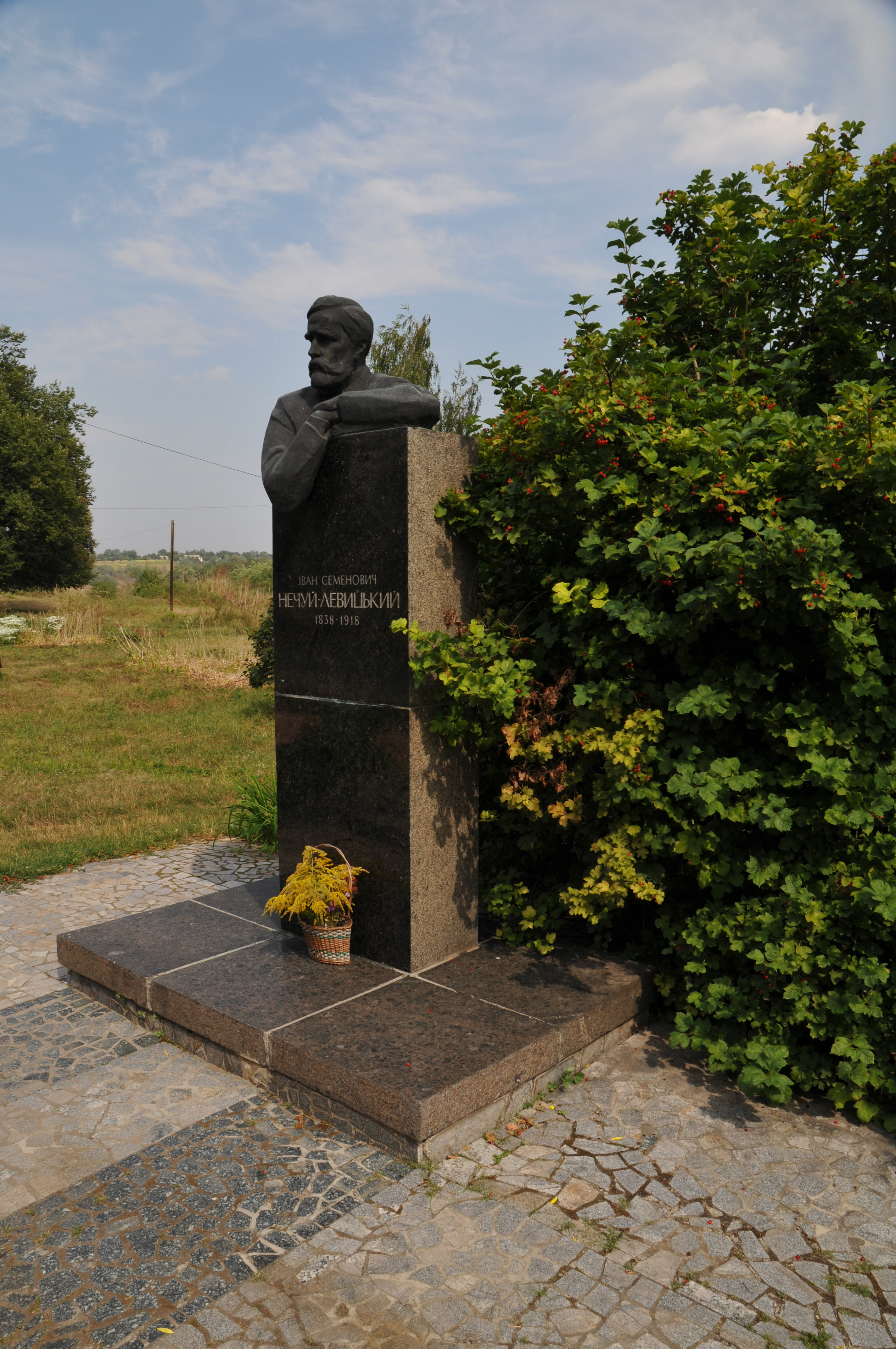
Пам'ятник Нечую Левицькому
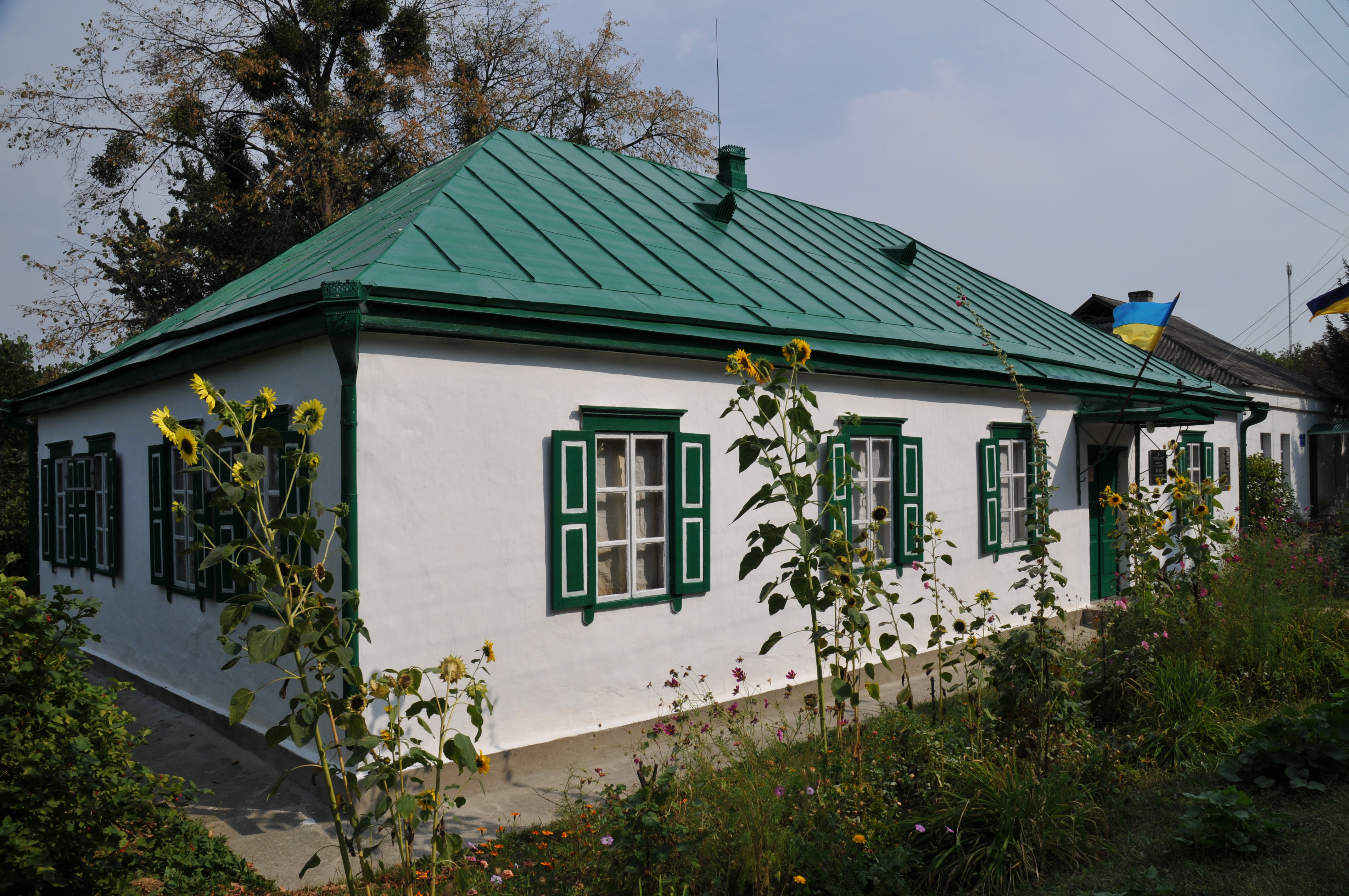
Будинок Нечуя Левицьокого
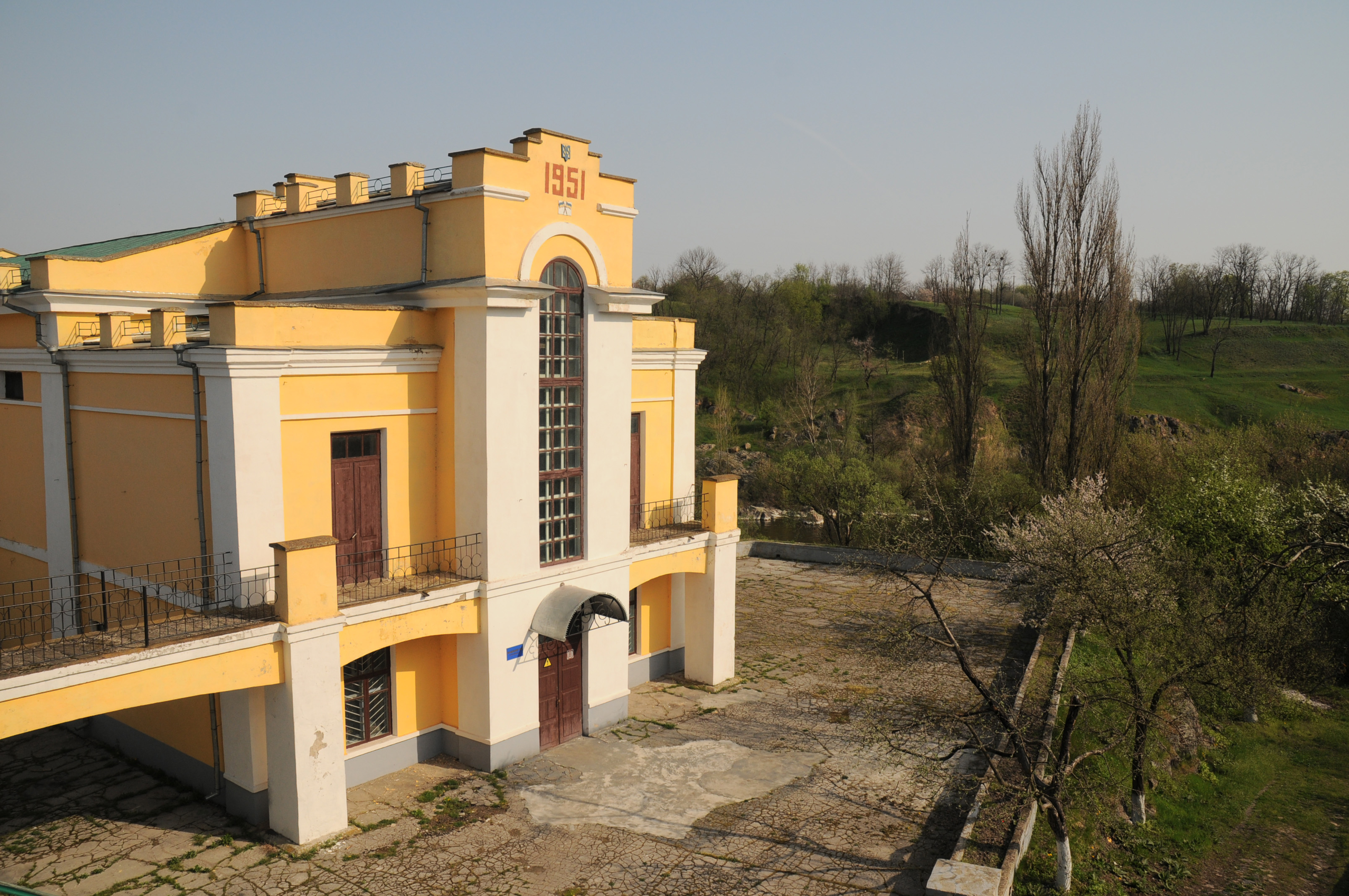
Машинний зал Стеблівської ГЕС
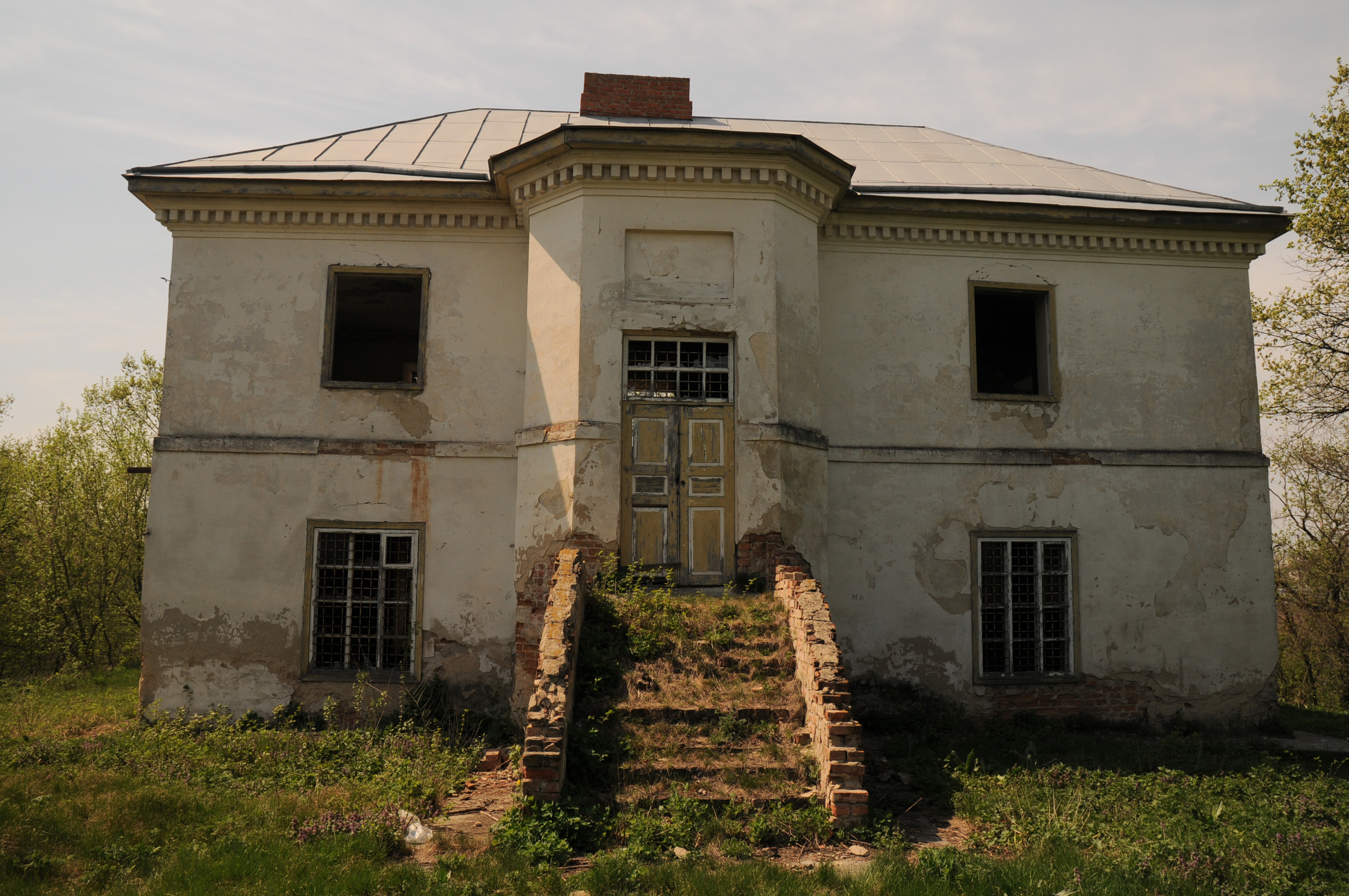
Садибний будинок
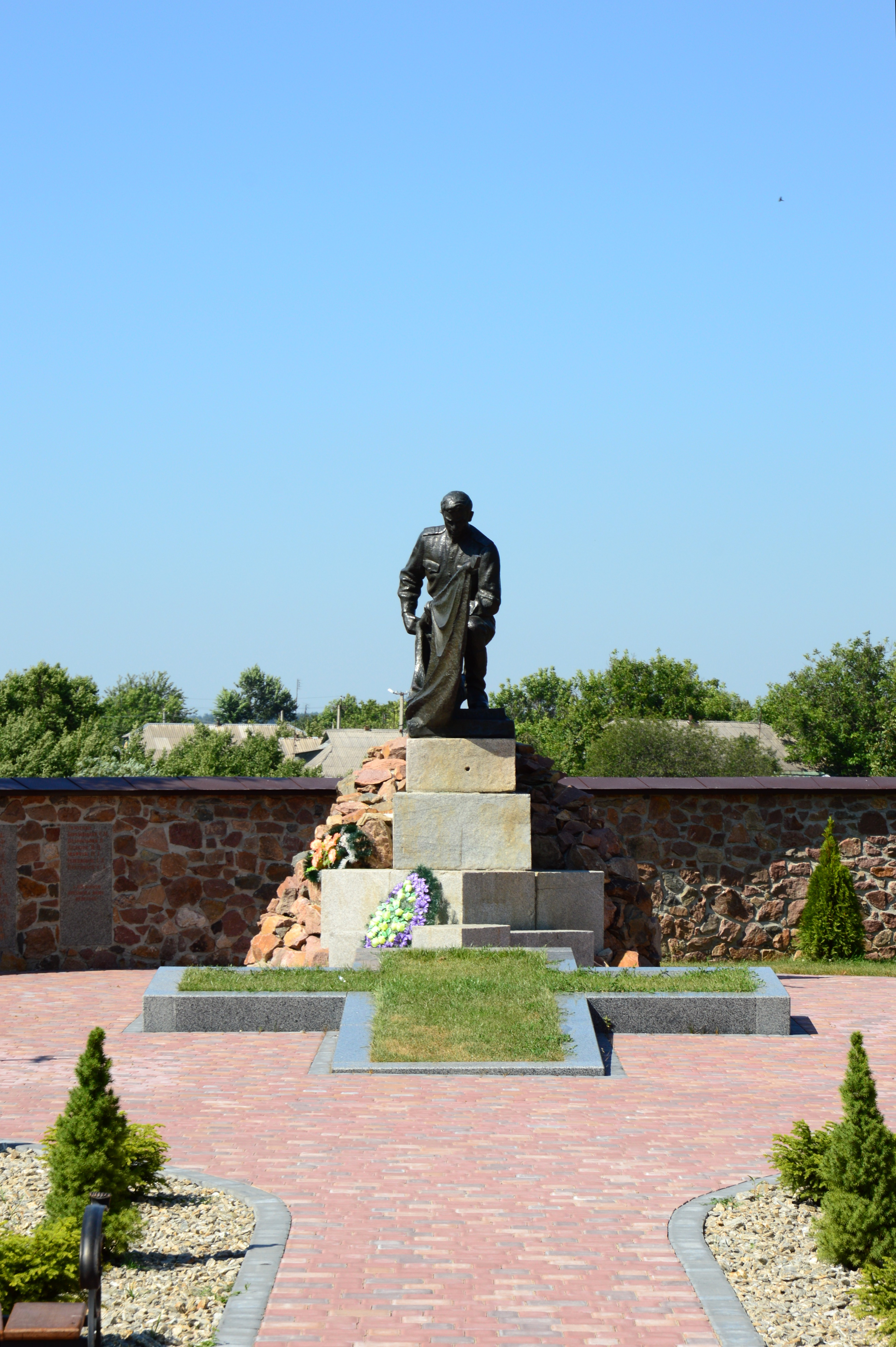
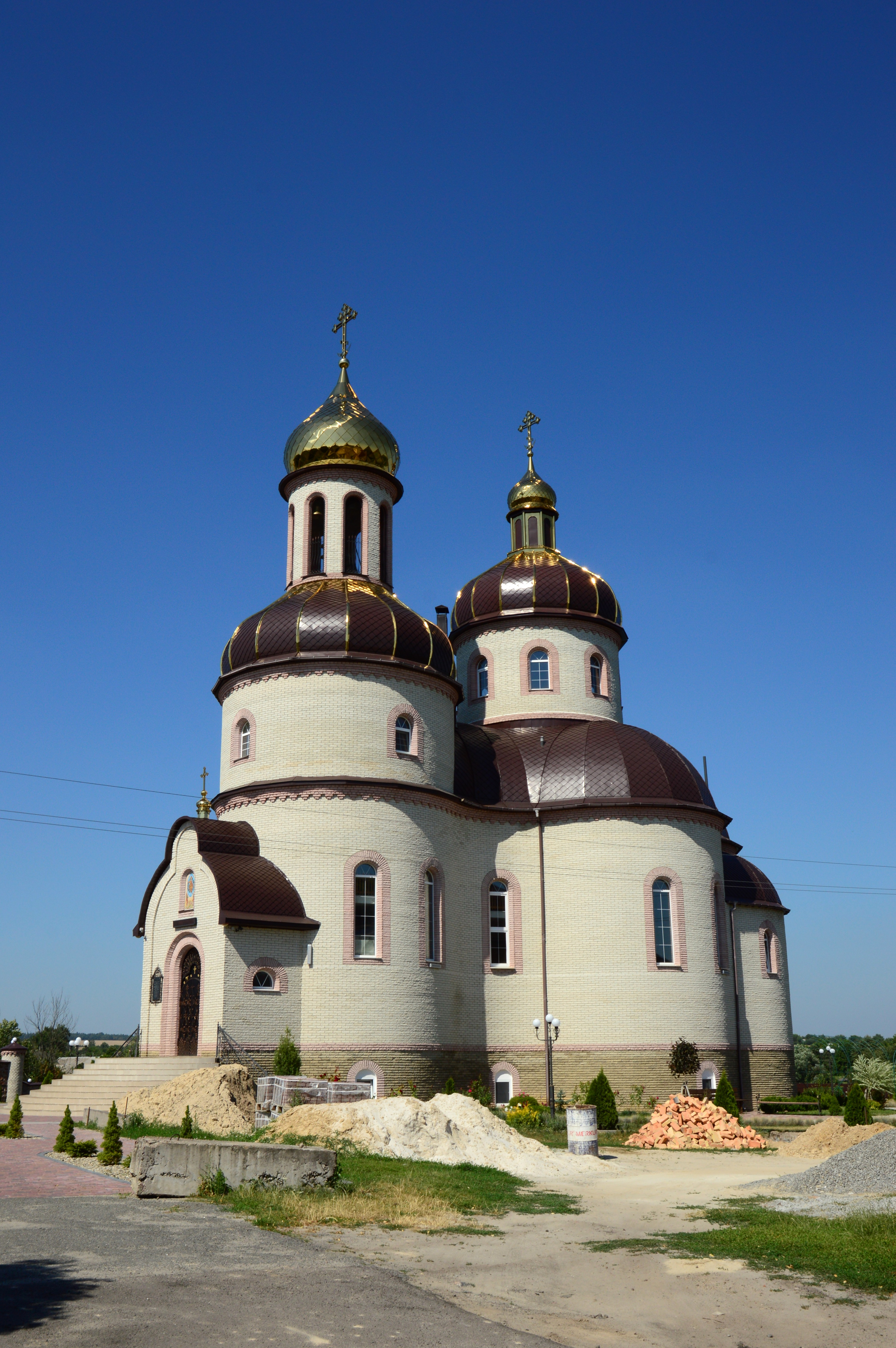
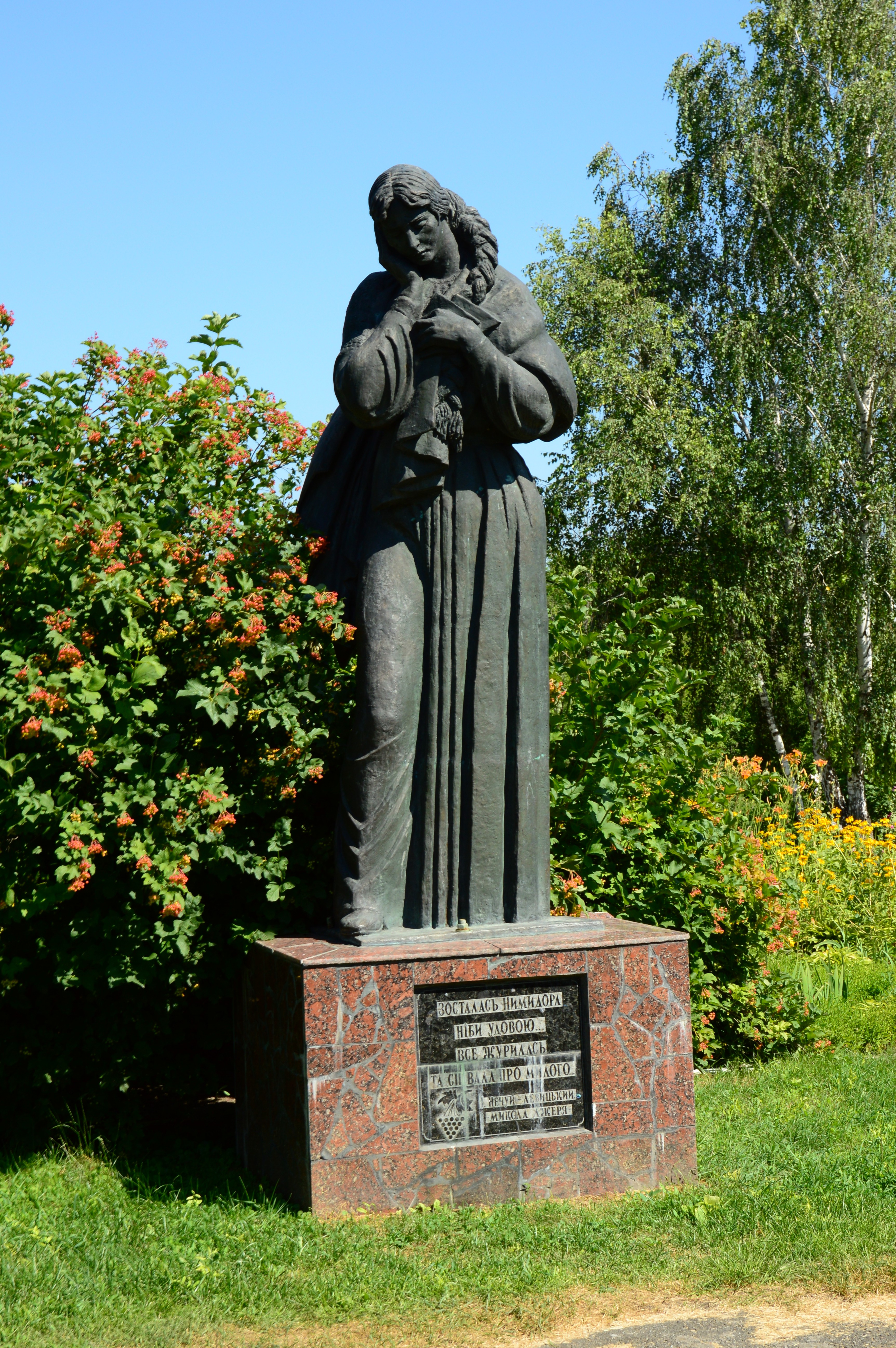
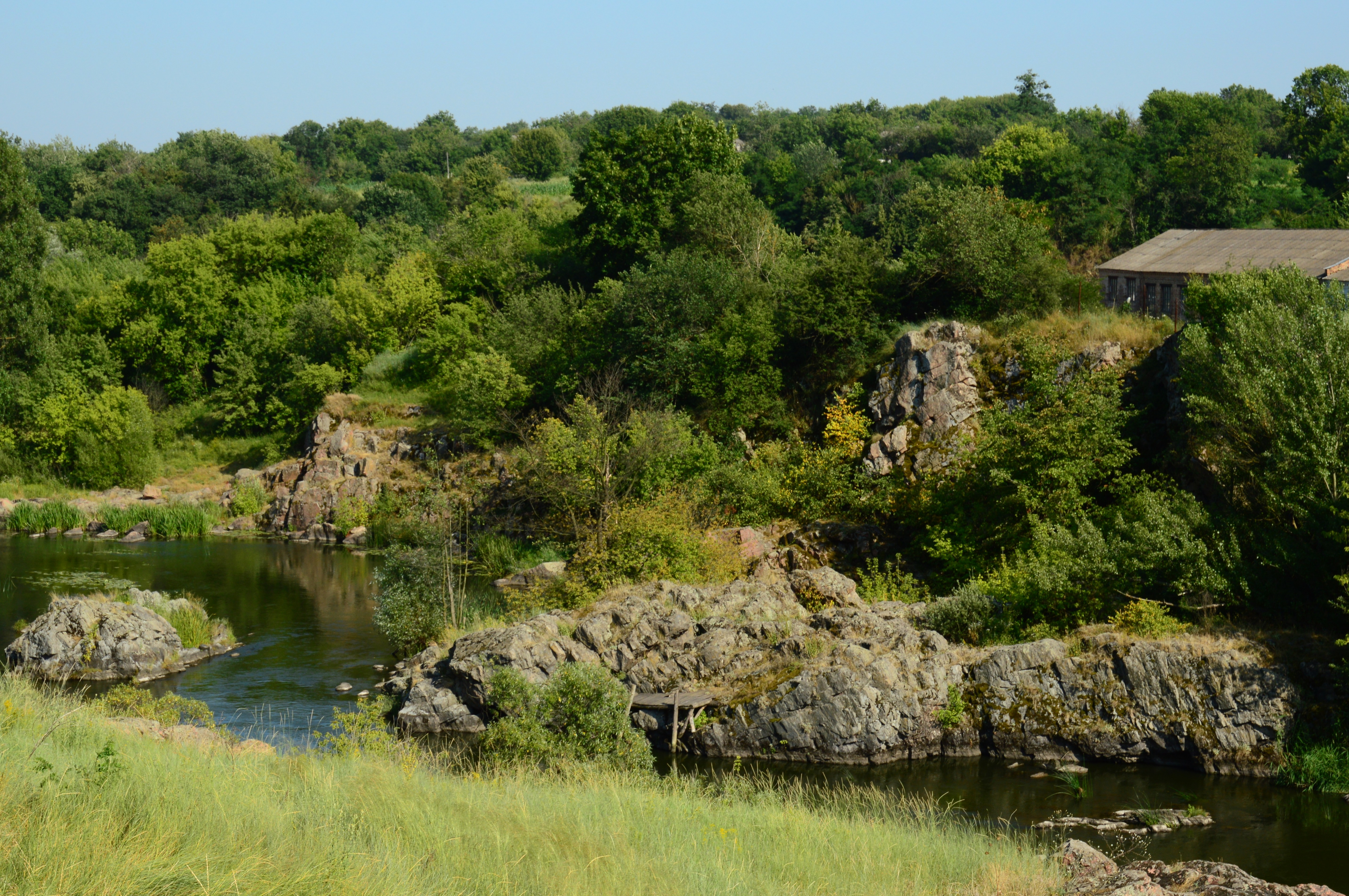
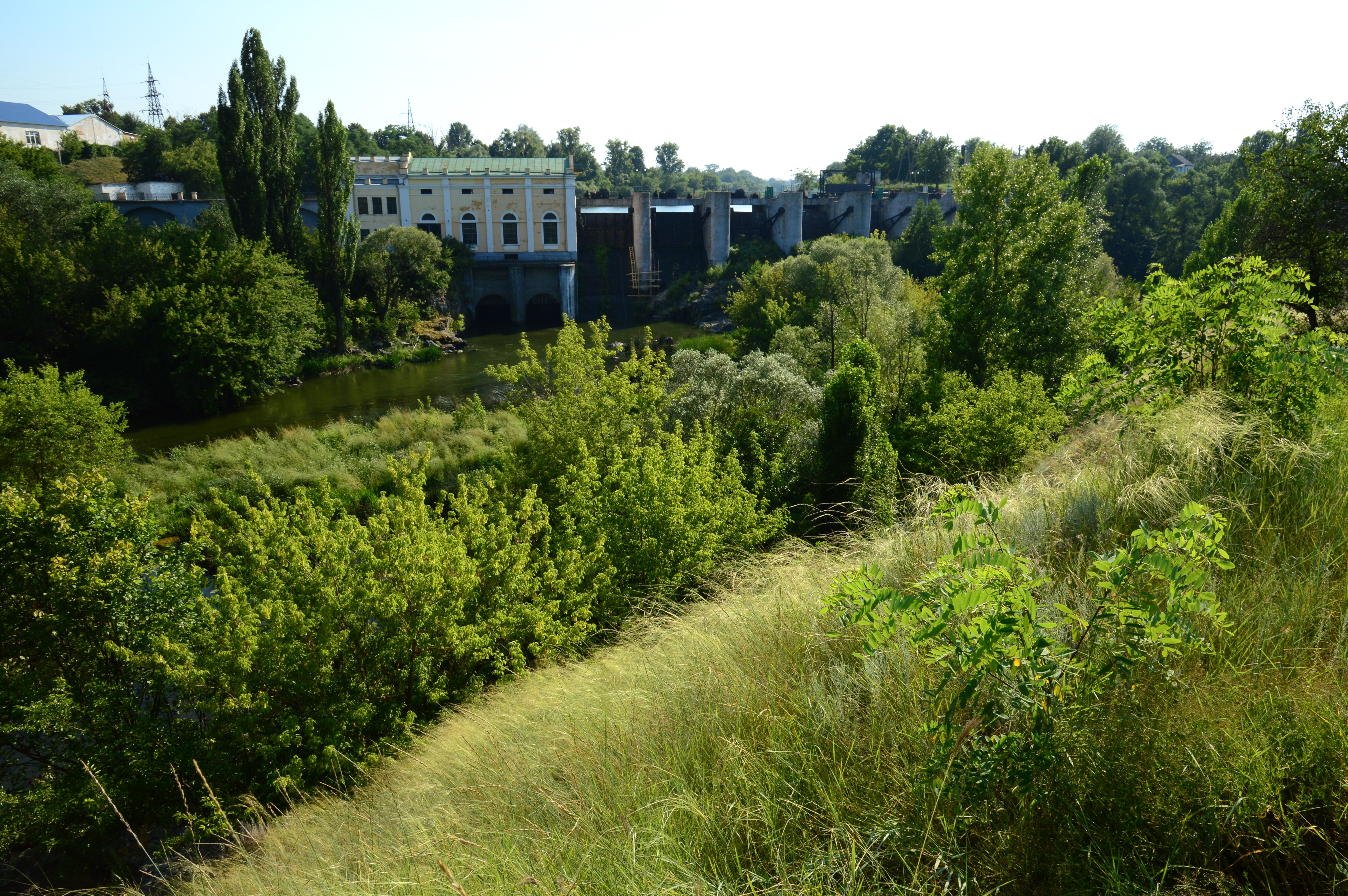
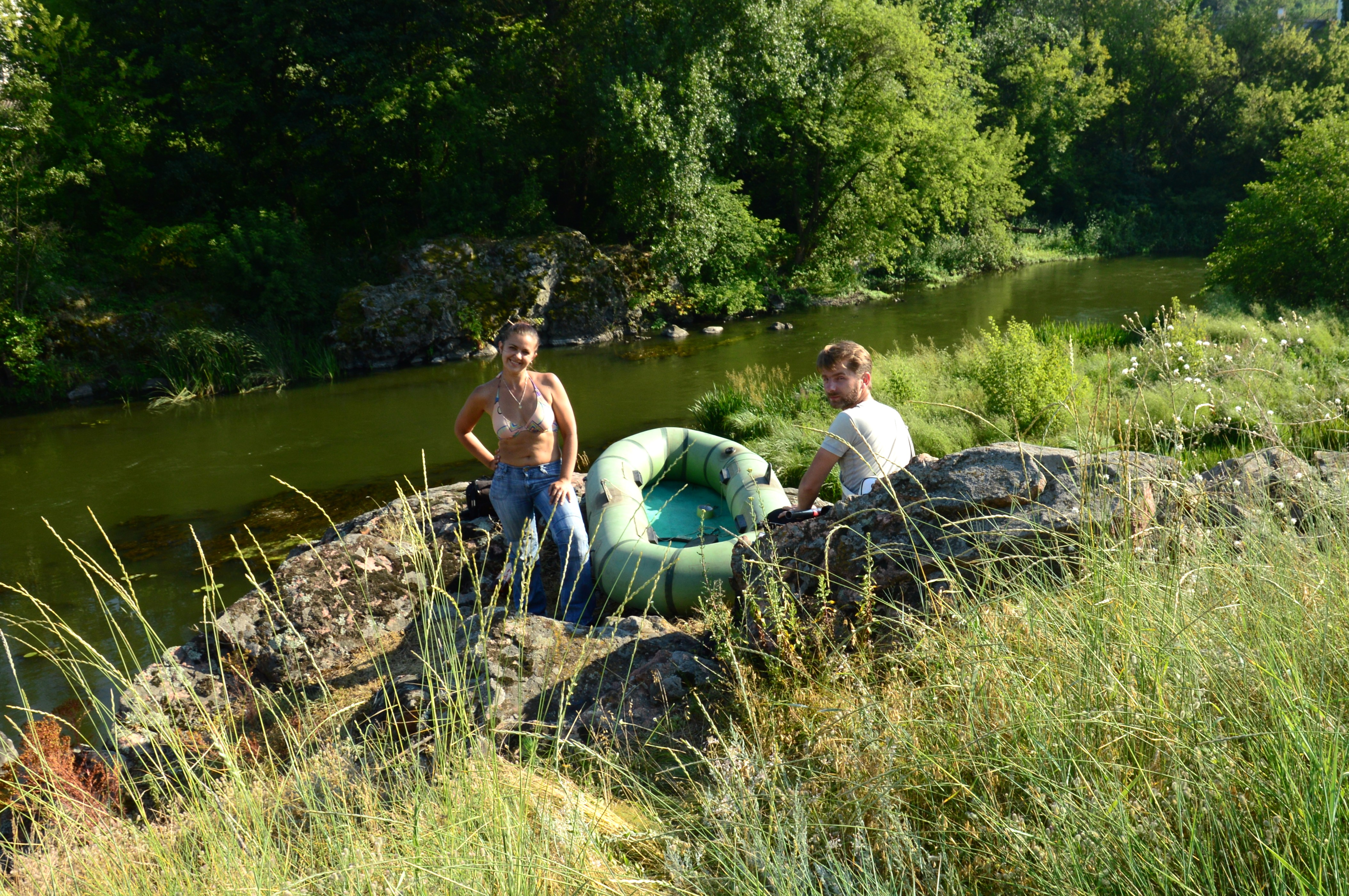
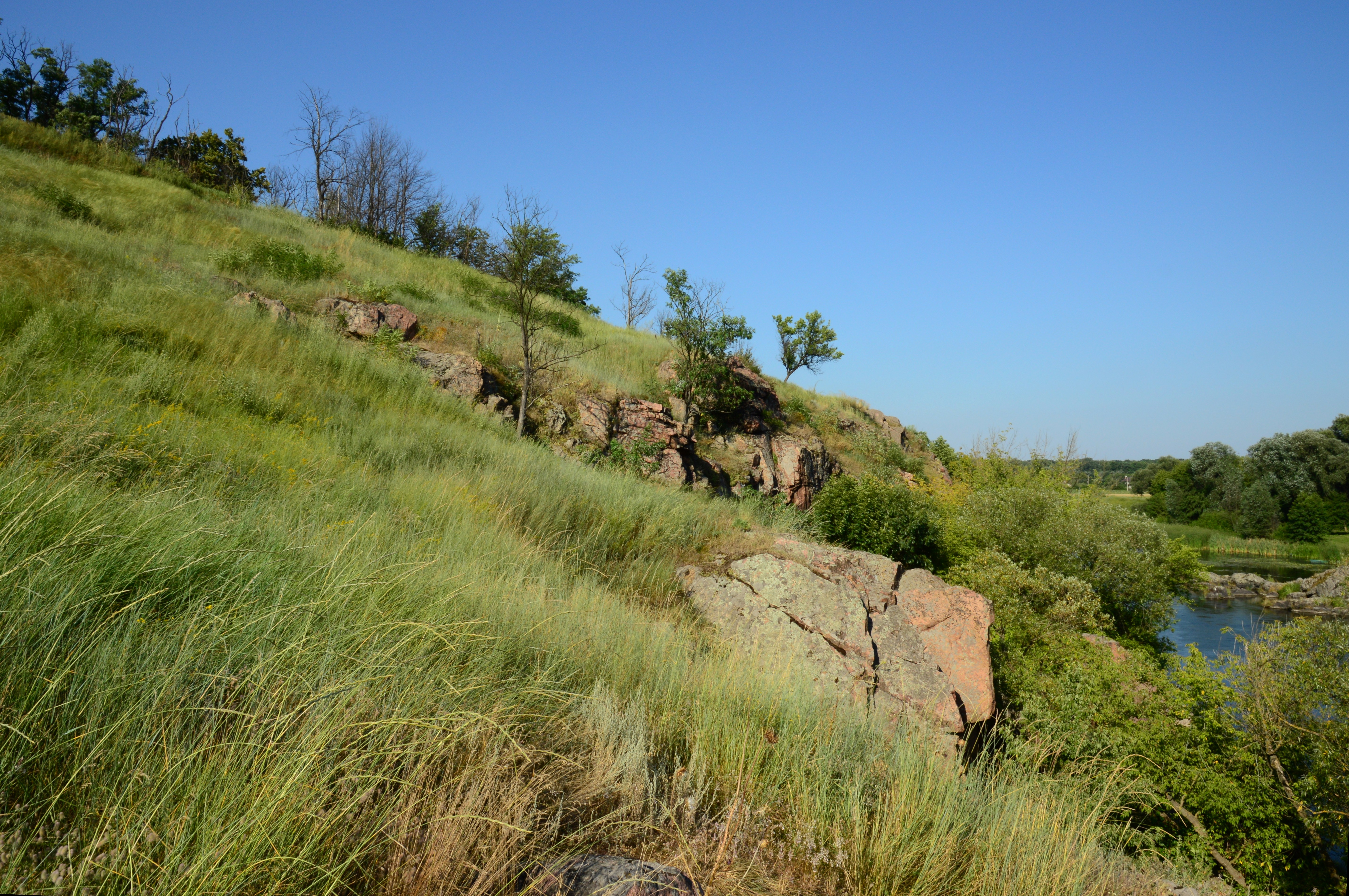
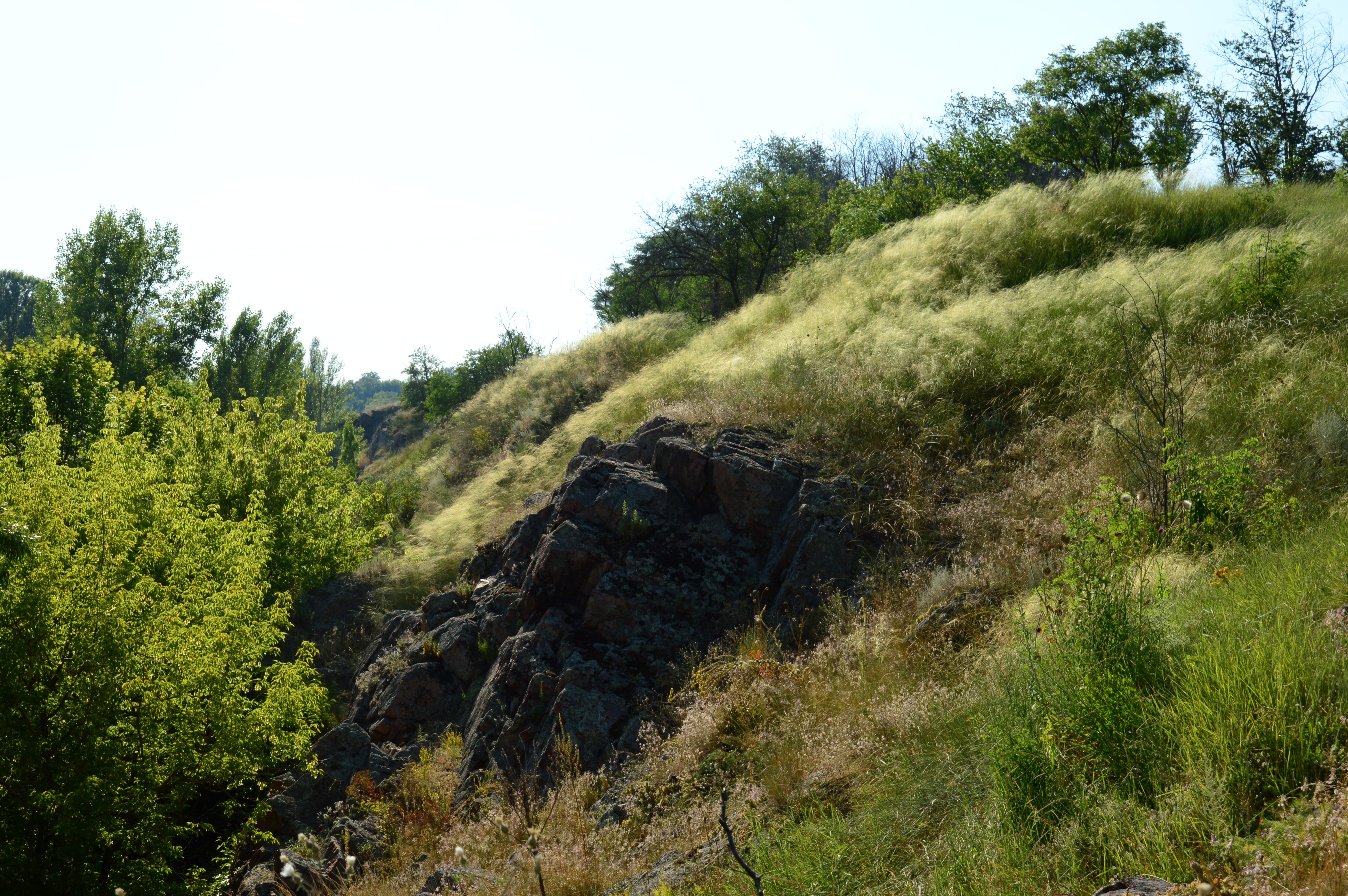
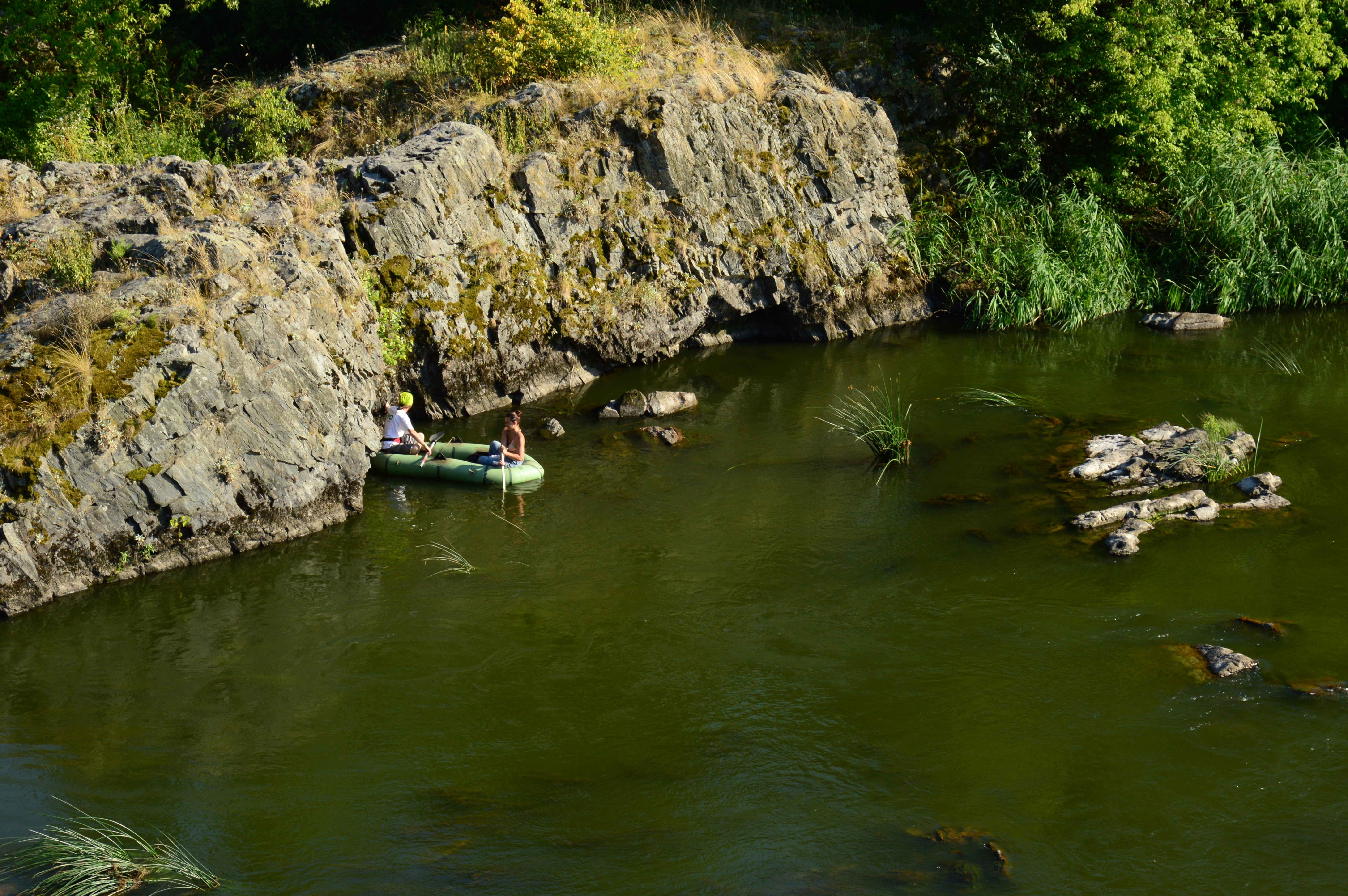
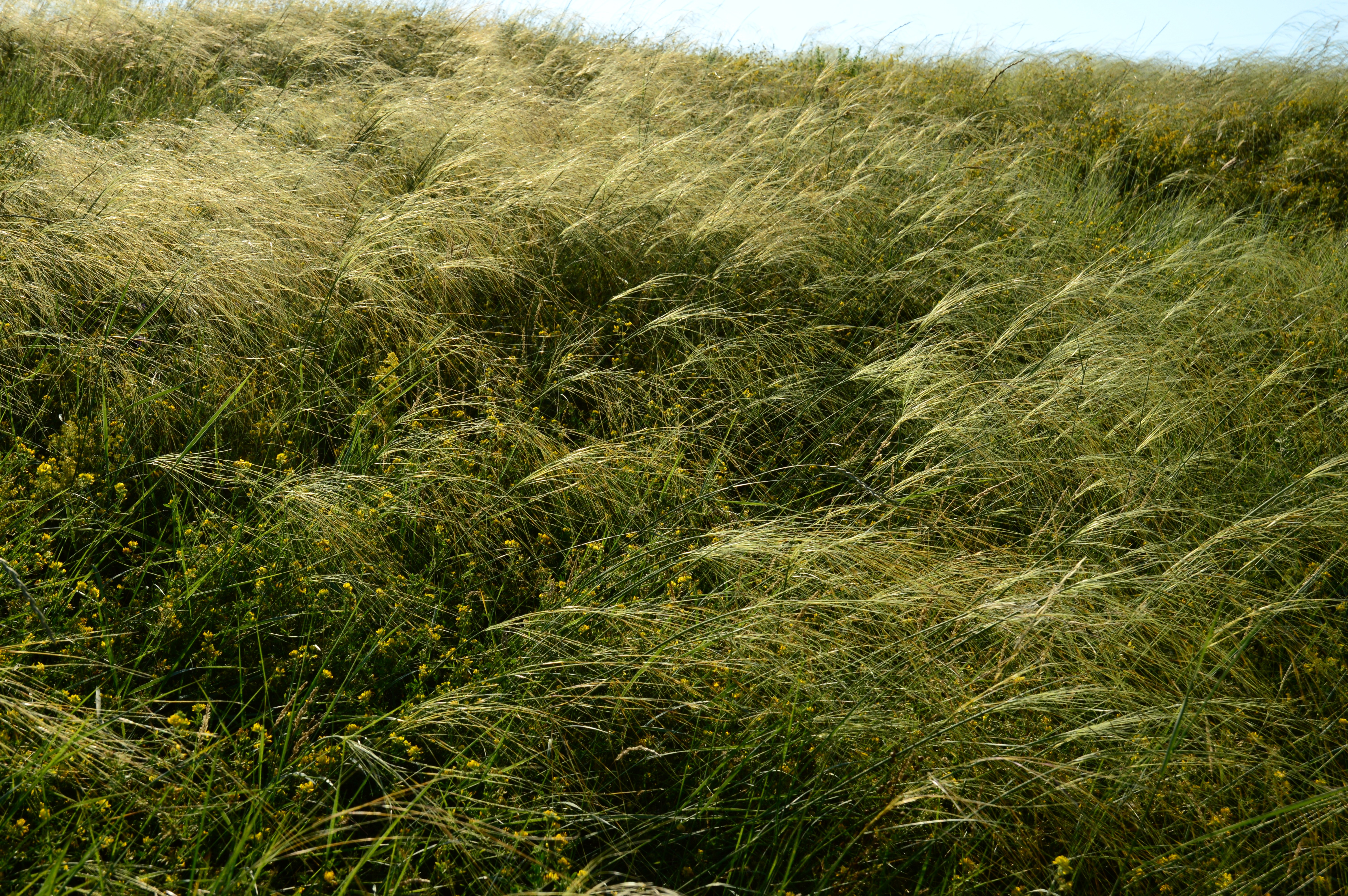
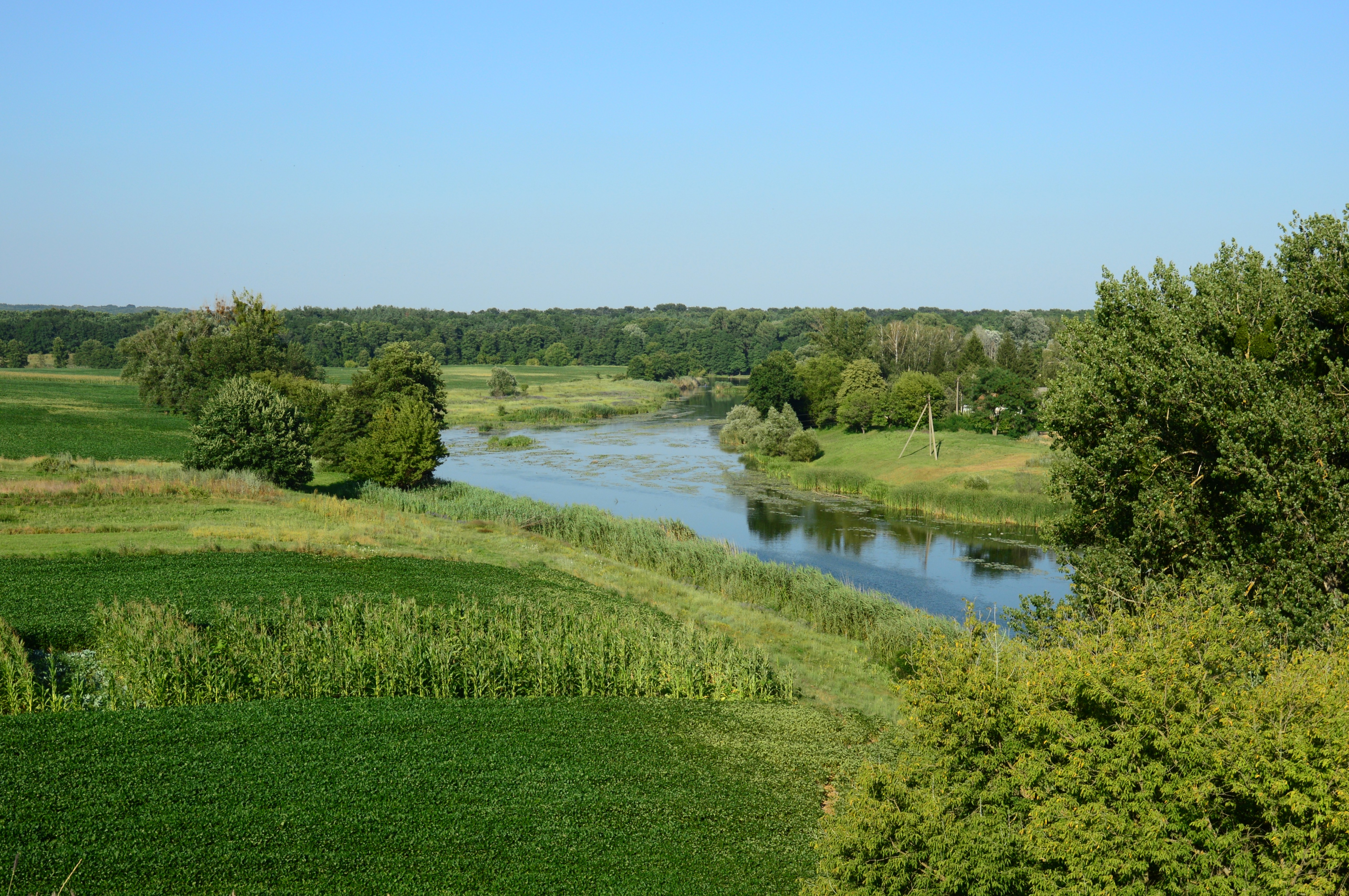
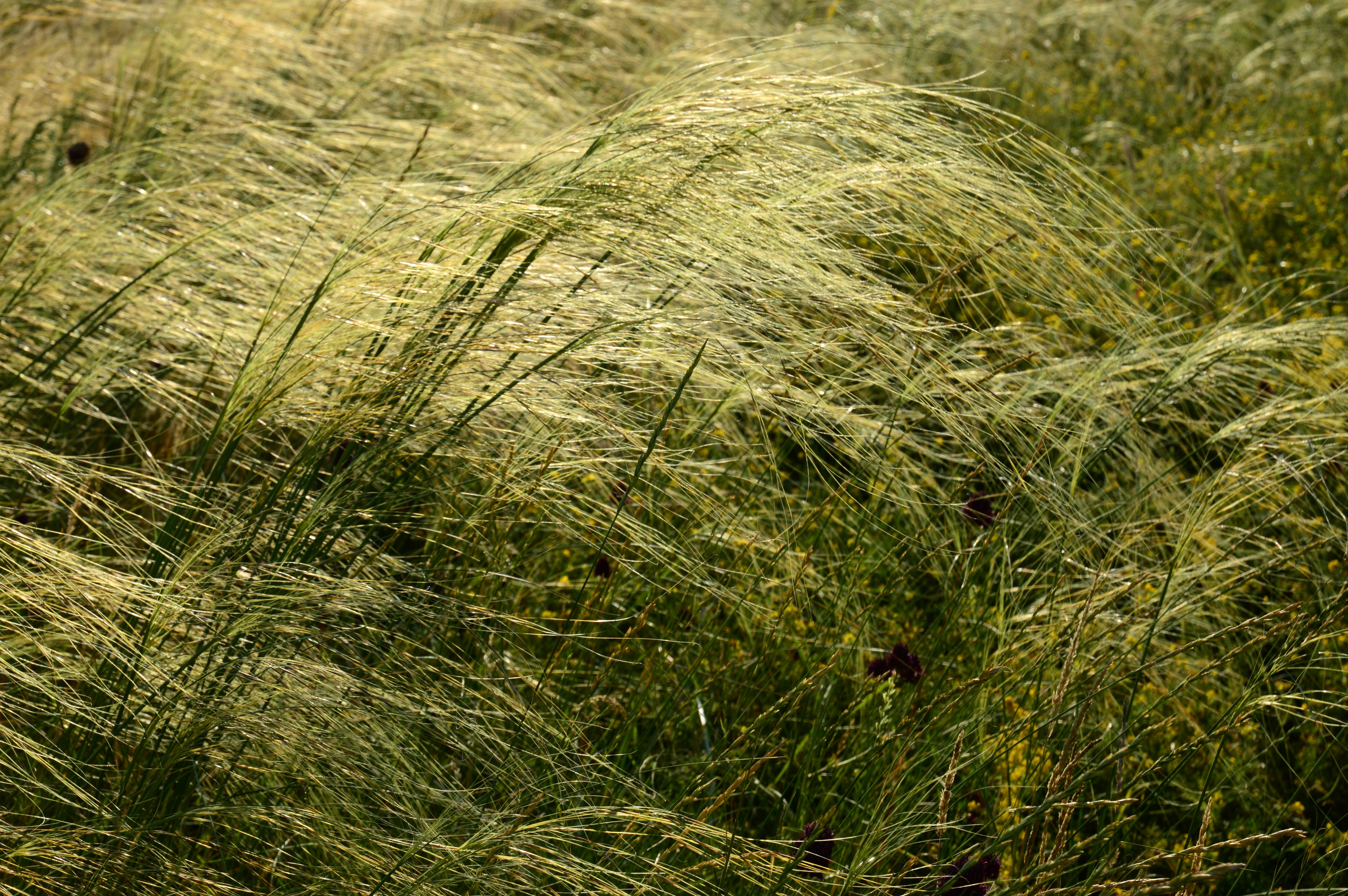
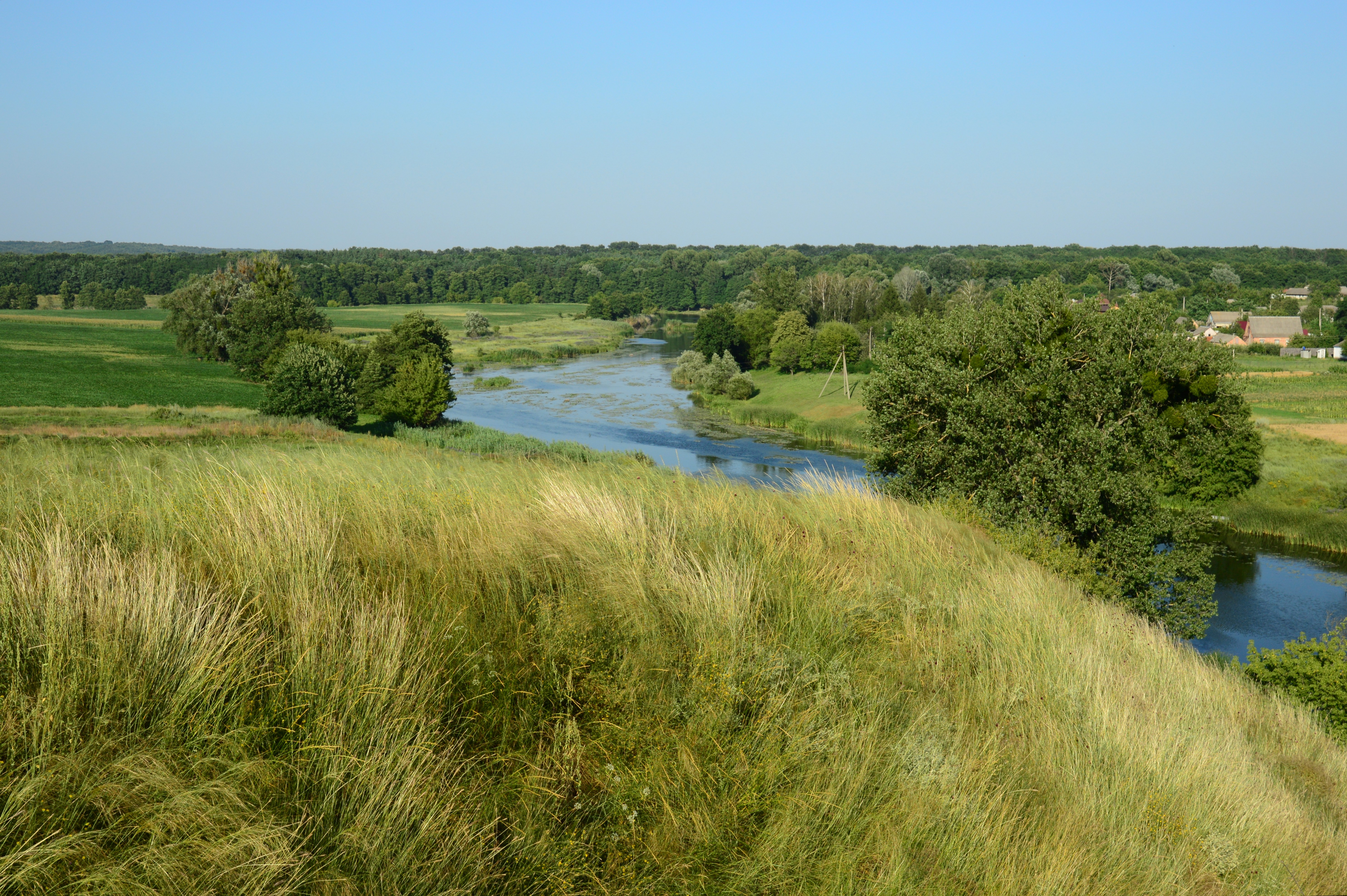

- с. Стеблів, заказник.
- Скелі с Стеблів
- Скелі с Стеблів
- Скелі с Стеблів
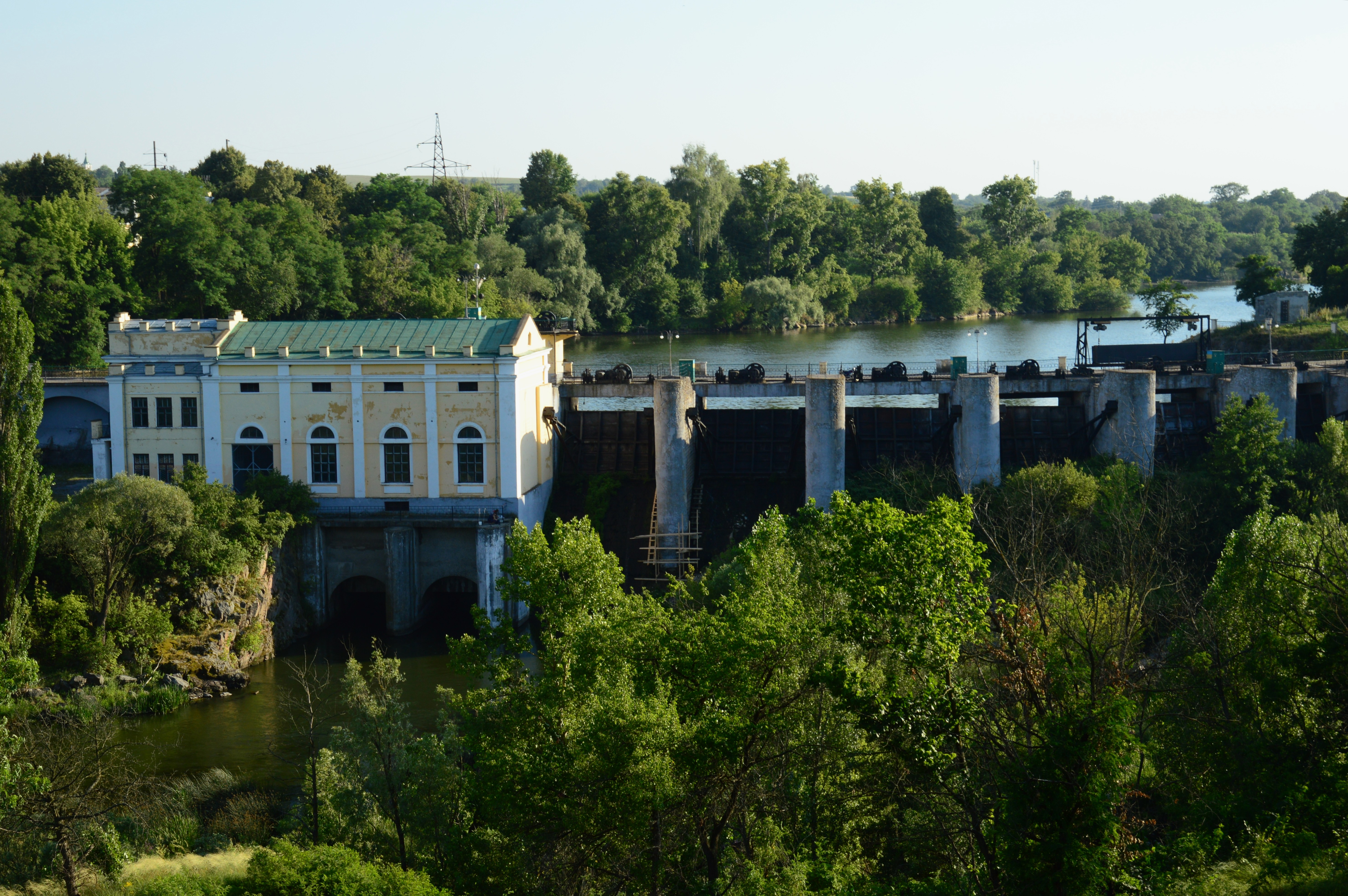
гребля стеблівської ГЕС з високого лівого берега Росі.
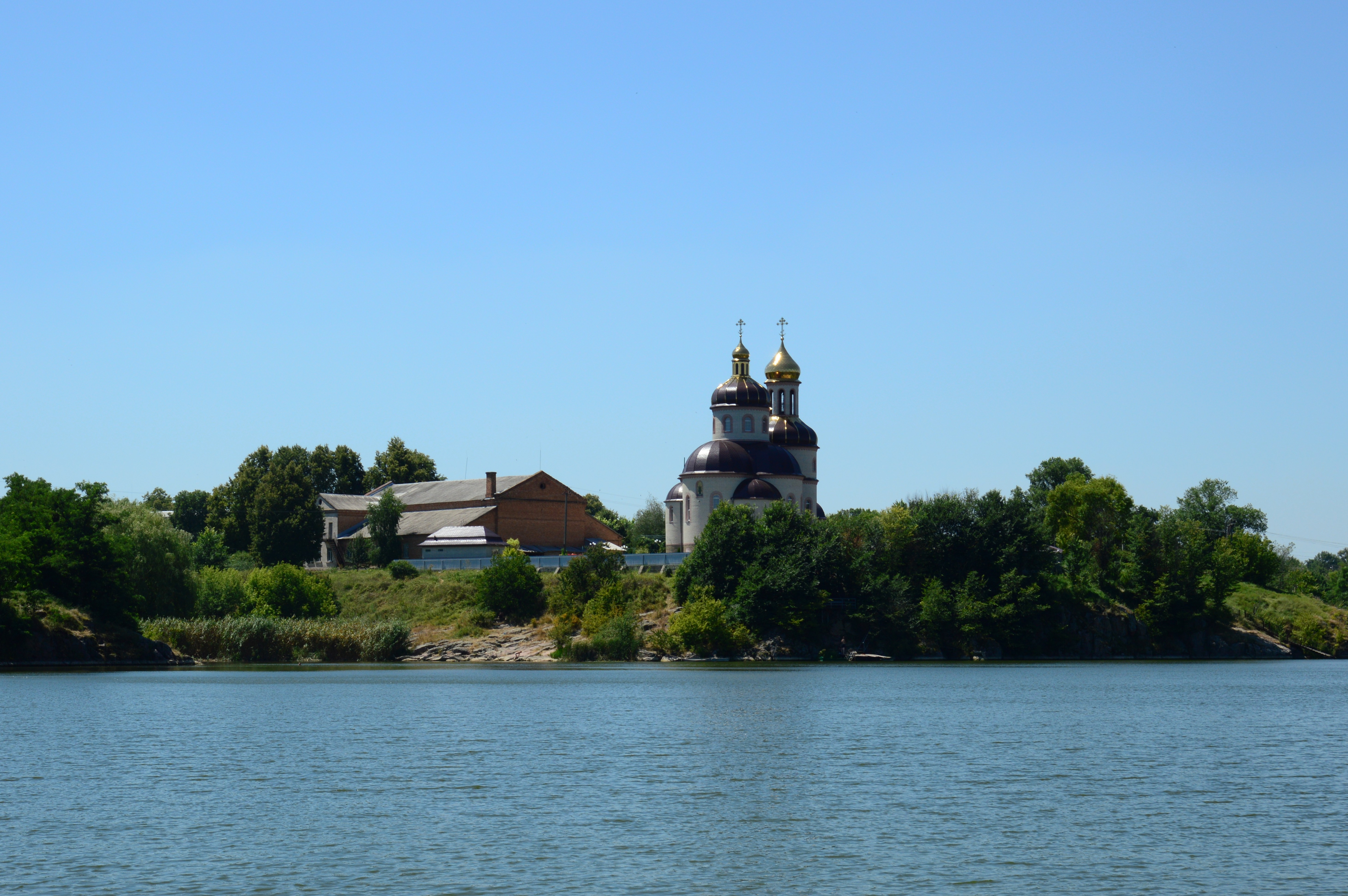
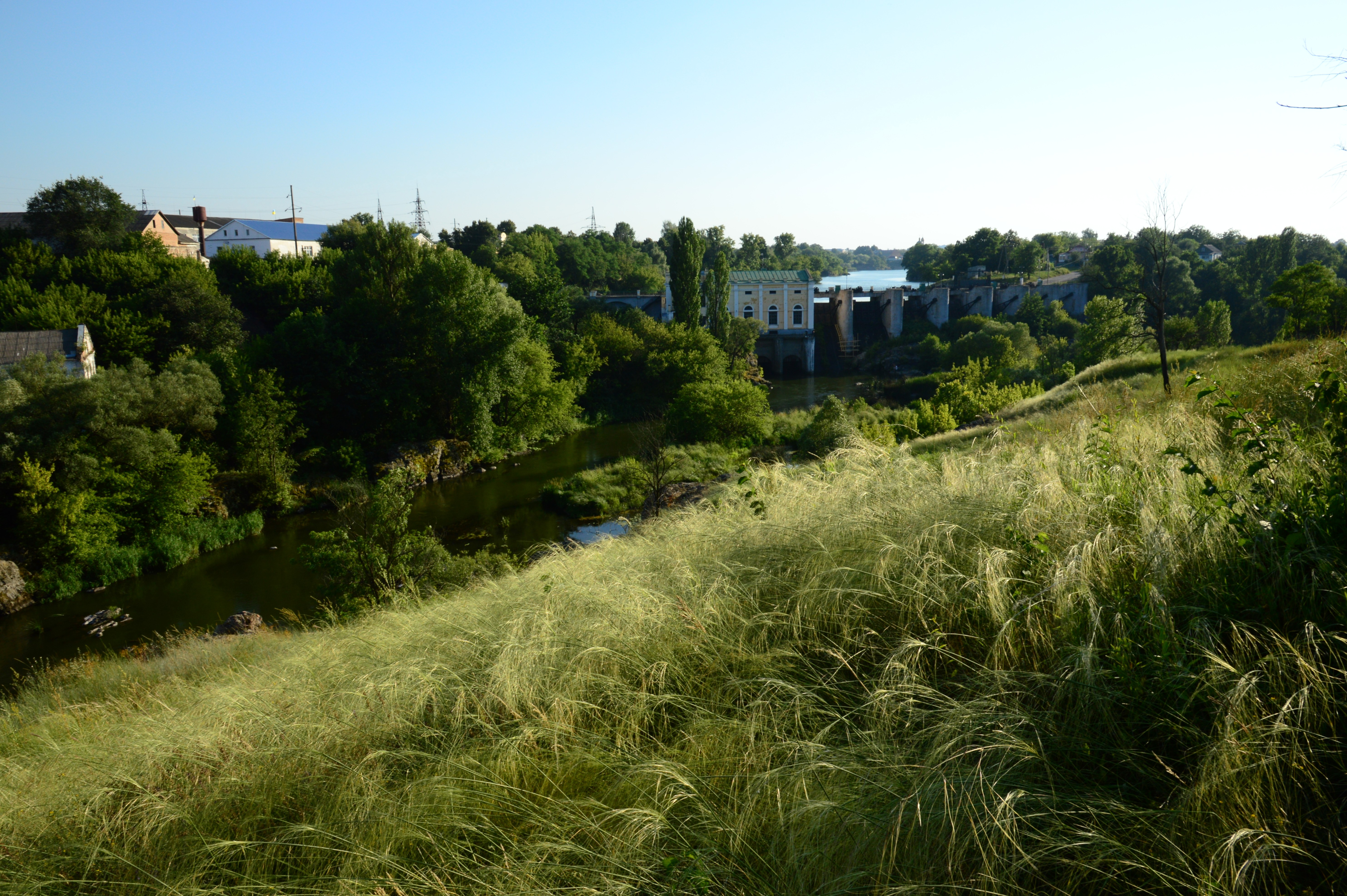
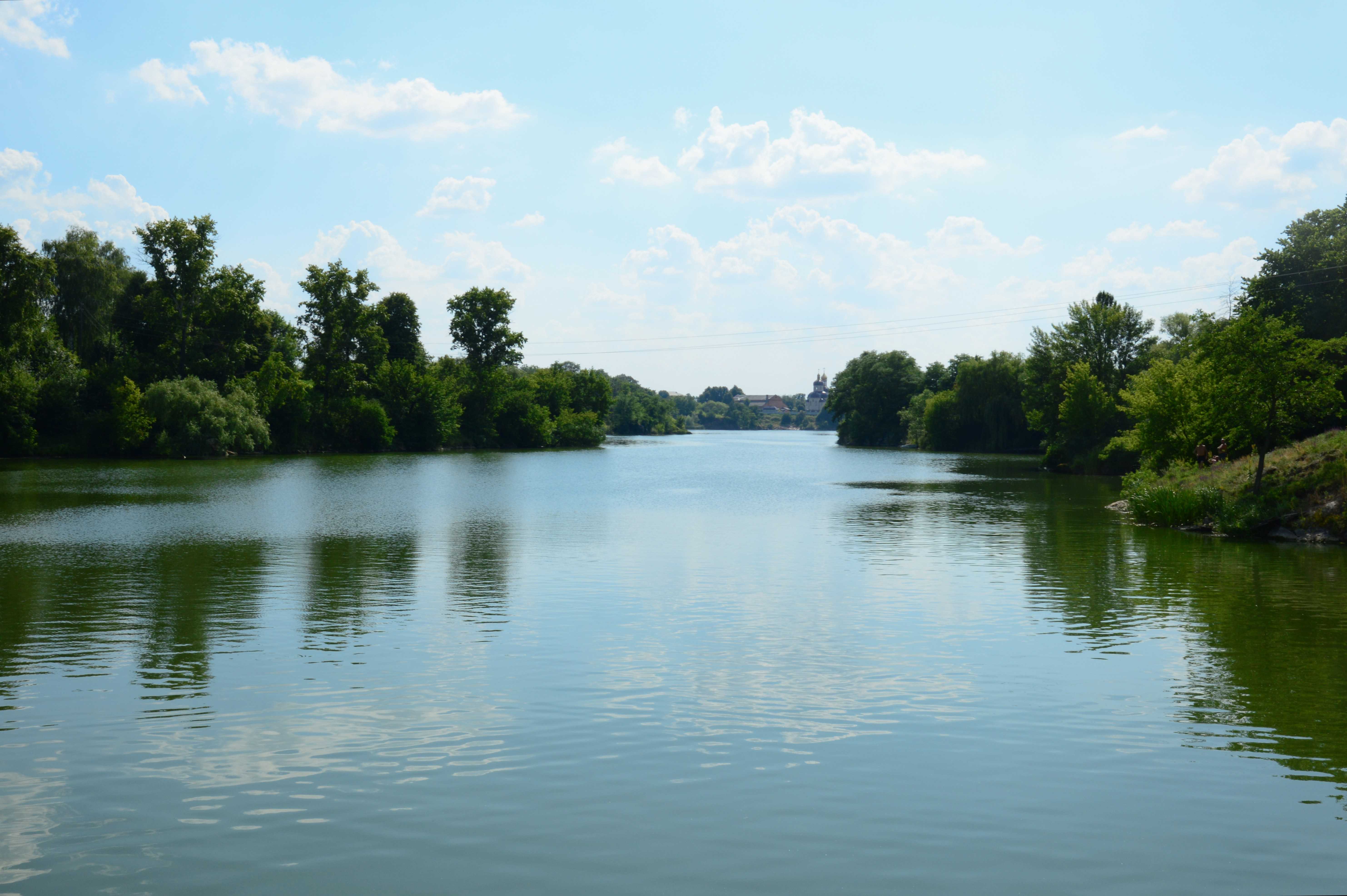
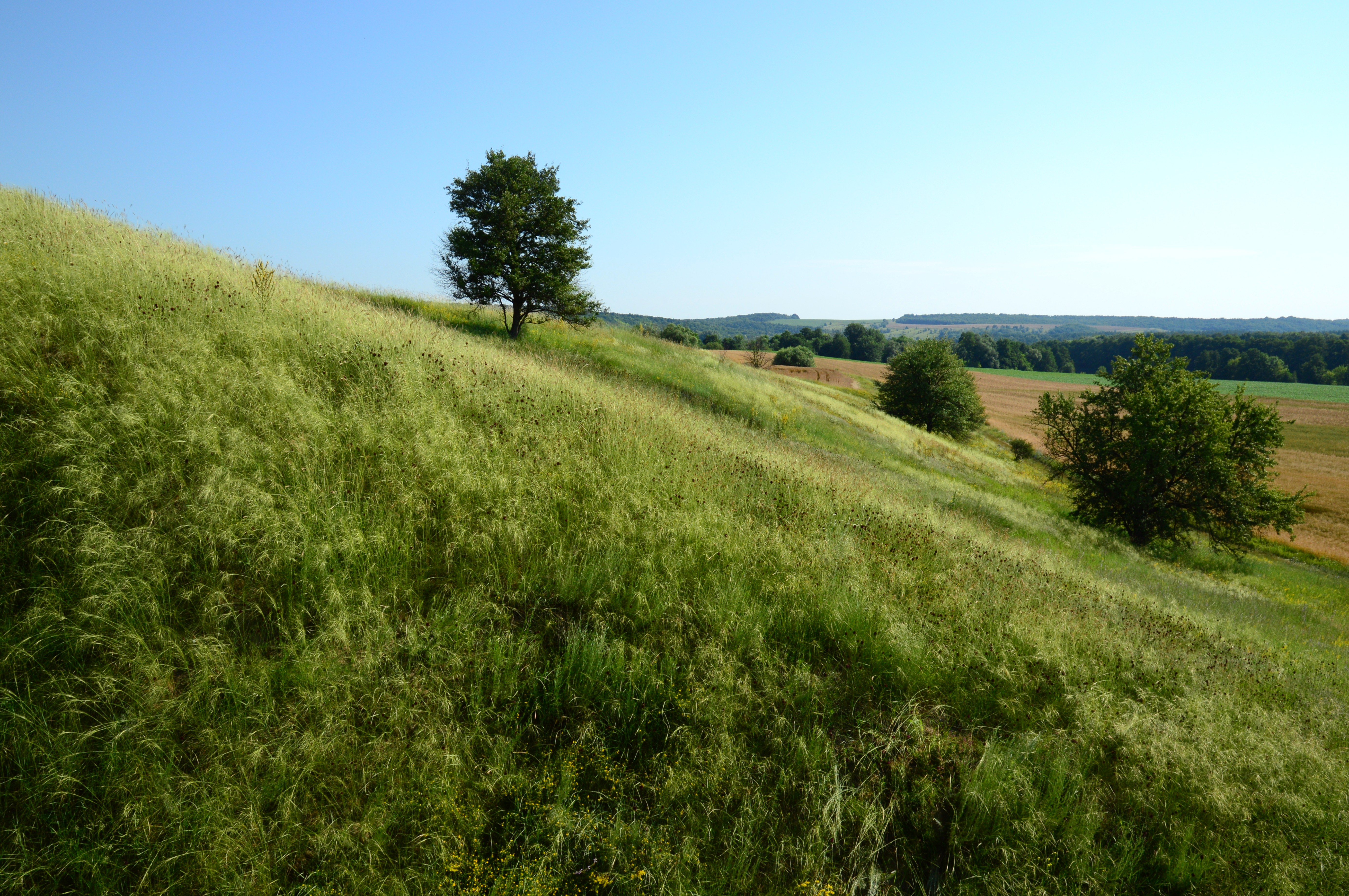
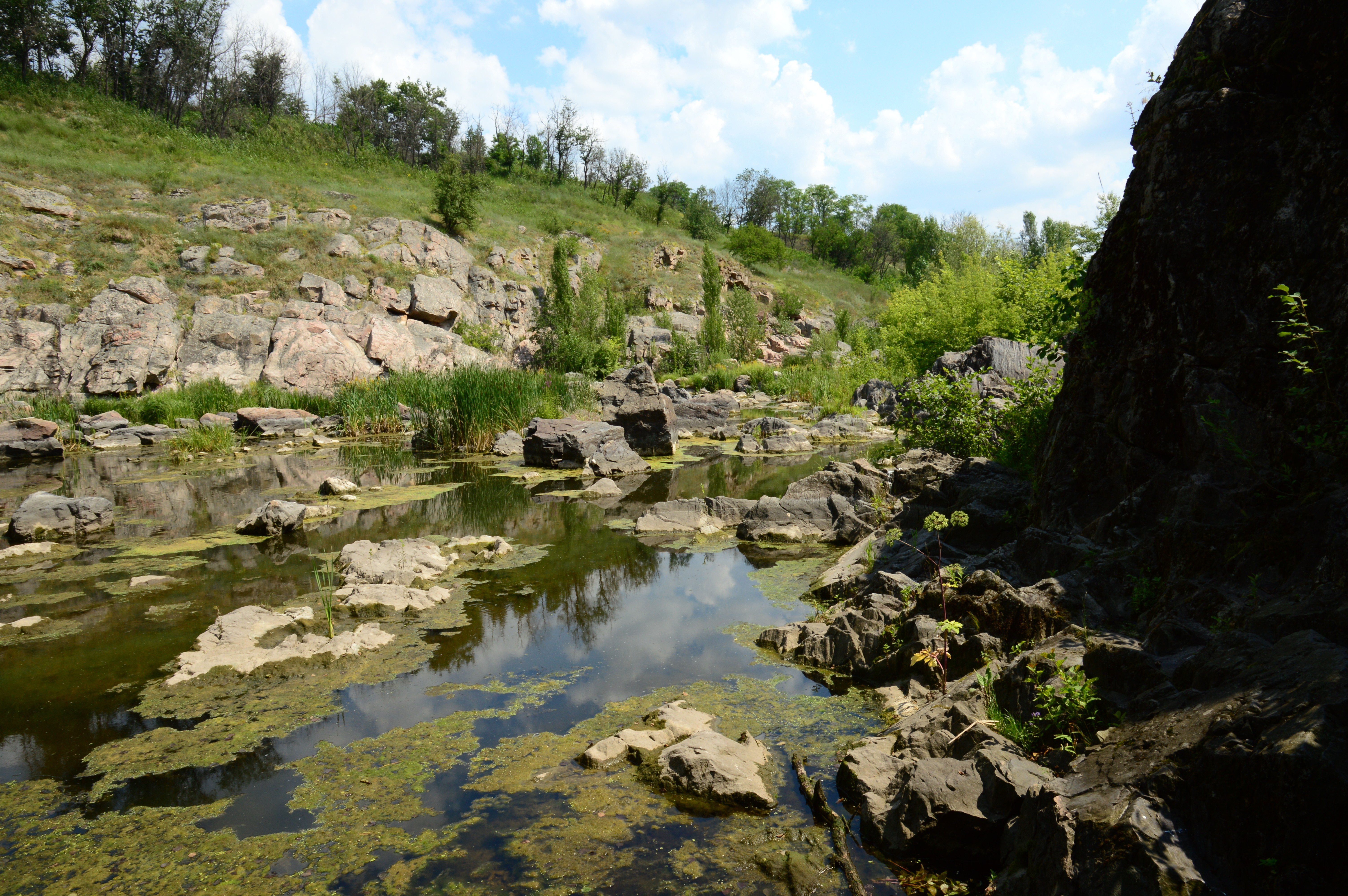
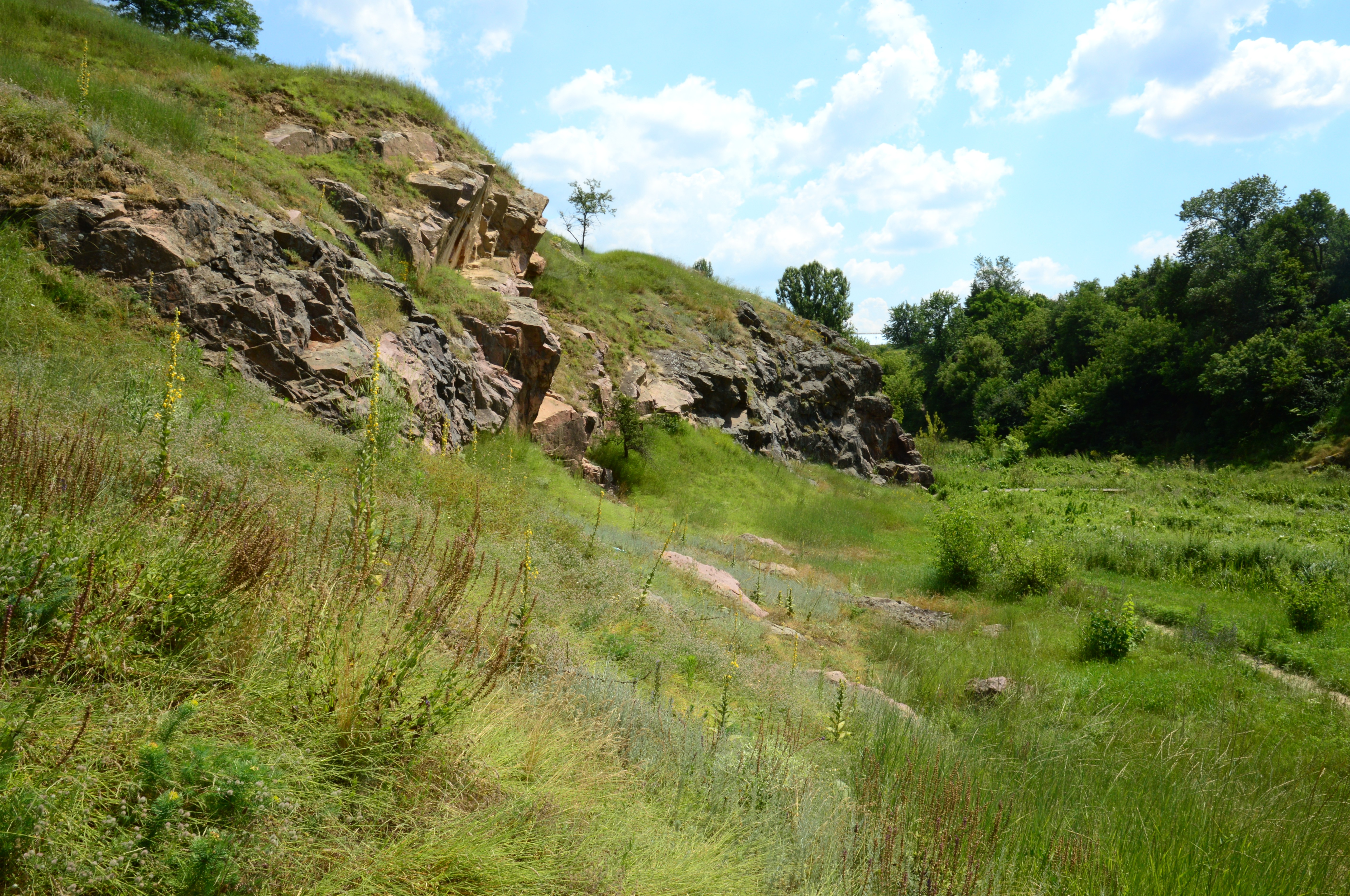
вид на сухий рукав р.Рось - "Сваволка"
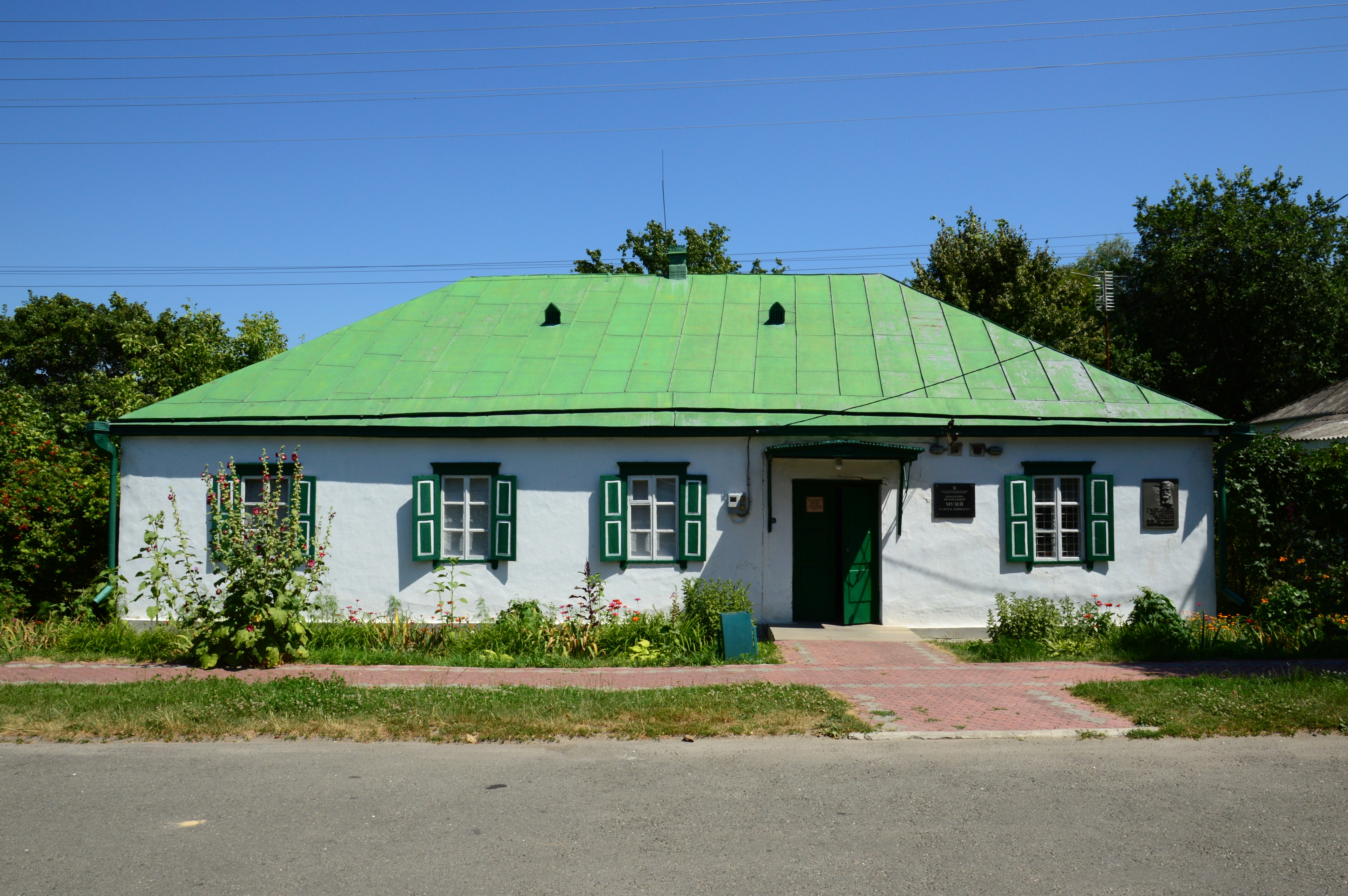
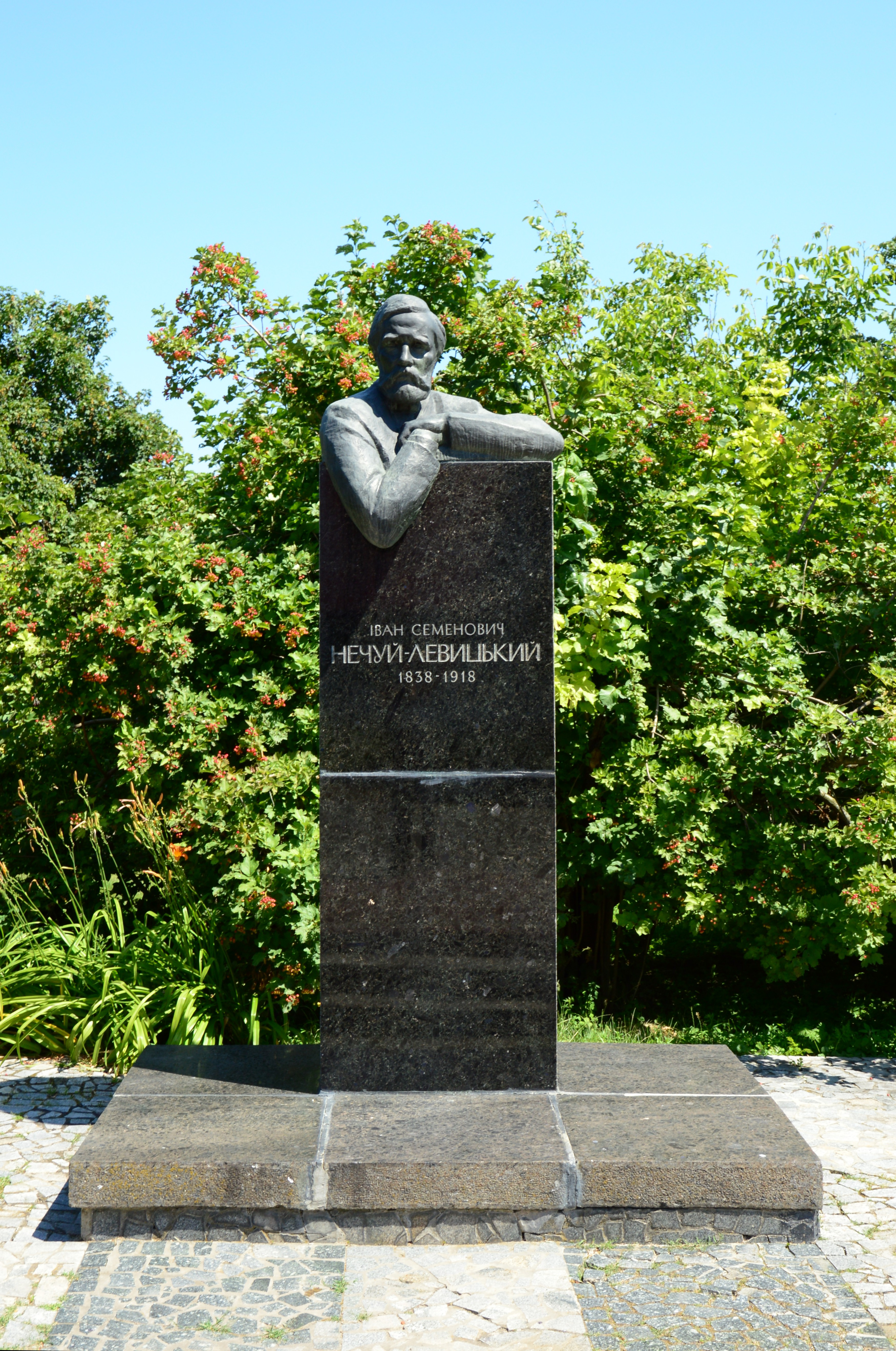